# Szent Péter-katedrális (Regensburg)
A Szent Péter-katedrális (németül: Dom St. Peter zu Regensburg), másik nevén regensburgi dóm a Németország délkeleti részén, Bajorország tartományban fekvő Regensburg legfontosabb katolikus temploma, valamint a Regensburgi egyházmegye székesegyháza. A katedrálist eredetileg egy archaikusabb, a mainál alacsonyabb épületnek képzelték el, de a tervek módosítása után egy klasszikus, a francia gótika stíluselemeit magába foglaló templomot építettek. Alaprajza bazilikális elrendezésű, háromhajós, kiemelkedő főhajóval, kereszthajóval és feltűnő, két toronnyal szegélyezett nyugati homlokzattal. A négyezet fölé egy központi tornyot szántak ez azonban nem épült meg. Az épület szerkezete azonban számos ponton eltér a francia mintáktól, hosszháza viszonylag rövid, öt boltszakaszból áll, a kereszthajók nem emelkednek ki az oldalhajók síkjából, és nincs kápolnakoszorús szentélykörüljárója. Ehelyett a hajók végén egy-egy kórust alakítottak ki. A három kórusos elrendezésnek komoly hagyománya volt Regensburgban és korábban a karoling-kori katedrális is ilyen alaprajzú volt.
Az épület jelenlegi formája a valamikor 1285 és 1290 között kinevezett új építésznek köszönhető, aki a már elkezdett épület korábbi stíluselemeit szinte észrevétlenül az új formákra alakította. A korban rendkívül ritkának számító erőteljes, vaskos épületvázat tervezett az akkor szokott könnyed légies szerkezet helyett. Az építkezés boltszakaszonként haladt, a még be nem fejezett részleteket újabb és újabb átmeneti megoldásként szolgáló fallal zárták le, hogy megvédjék az időjárás viszontagságaitól.
A 14. század vége volt a legfontosabb korszak a dóm homlokzatépítésében, ahol a 15. század elejétől évszázadokon át a Roriczer család volt a munkálatok felelős vezetője. Az építkezés bőségesen kínált szobrászati feladatokat a kőfaragóknak is a konzolok és a belső tabernákulumok alá való szobrok faragásában. A 13. századi előzményekhez képest az új udvari stílusjelenségek mindenekelőtt a nyugati homlokzat belső oldalát díszítő két lovasszoborban (Szent Márton, Szent György) jelennek meg. Az elkészült épület hossza 85,4 méter, belső szélessége 34,8 méter, a főhajó magassága 31,8 méter, míg a tornyoké eléri a 105 métert.

## Története

### Előzmények
A Regensburgi egyházmegyét Szent Bonifác alapította 739-ben. A helyi püspök a római kori erődhöz tartozó északi kapu, a Porta Praetoria masszív termeit választotta tartózkodási helyéül. Ebben a korban feltételezhetően még nem kezdtek hozzá a templom építéséhez. A század vége felé készülhetett el a város karoling kori temploma, amelynek szerkezete a Karl Zahn vezette feltárási munkák után jól ismert és részletesen dokumentált. Ez a katedrális hasonló lehetett a valamivel régebbi, szintén a városban épült benedek rendi Szent Emmerán apátsági templomhoz, egy bazilikális elrendezésű, háromhajós, kereszthajó és tornyok nélküli épület, félkör alakú, kiemelkedő apszissal. A teljes épület körülbelül 58 méter hosszú lehetett.
A 11. század elején a templomot nyugati irányban egy 15 méter széles kereszthajóval bővítették ki, ami egy egyenes záródású nyugati kórusban és egy kriptában végződött. A kórust két torony szegélyezte, ezek közül az északi, az úgynevezett Szamár torony még ma is áll. Később az épület nyugati végében még egy átriumot is emeltek, belső udvarát északról és délről befedett árkádokkal határolták. Az épület nyugati vége így közvetlenül csatlakozott a Szent János-templomhoz, amit évszázadokkal később lebontottak. Az épületkomplexum teljes hossza ekkor elérte a 128 métert. 1152-ben és 1176-ban a templomban tűzvészek pusztítottak, de a károkat mind a kétszer hamar kijavították. 1230-körül egy Krisztus családfáját ábrázoló ablakot készítettek és feltételezhetően a keleti kórusban helyezték el. Az üvegablak egyes részei a mai katedrális déli kereszthajójának trifóriumában ma is láthatók.

### A gótikus katedrális

#### A 13. és a 14. század

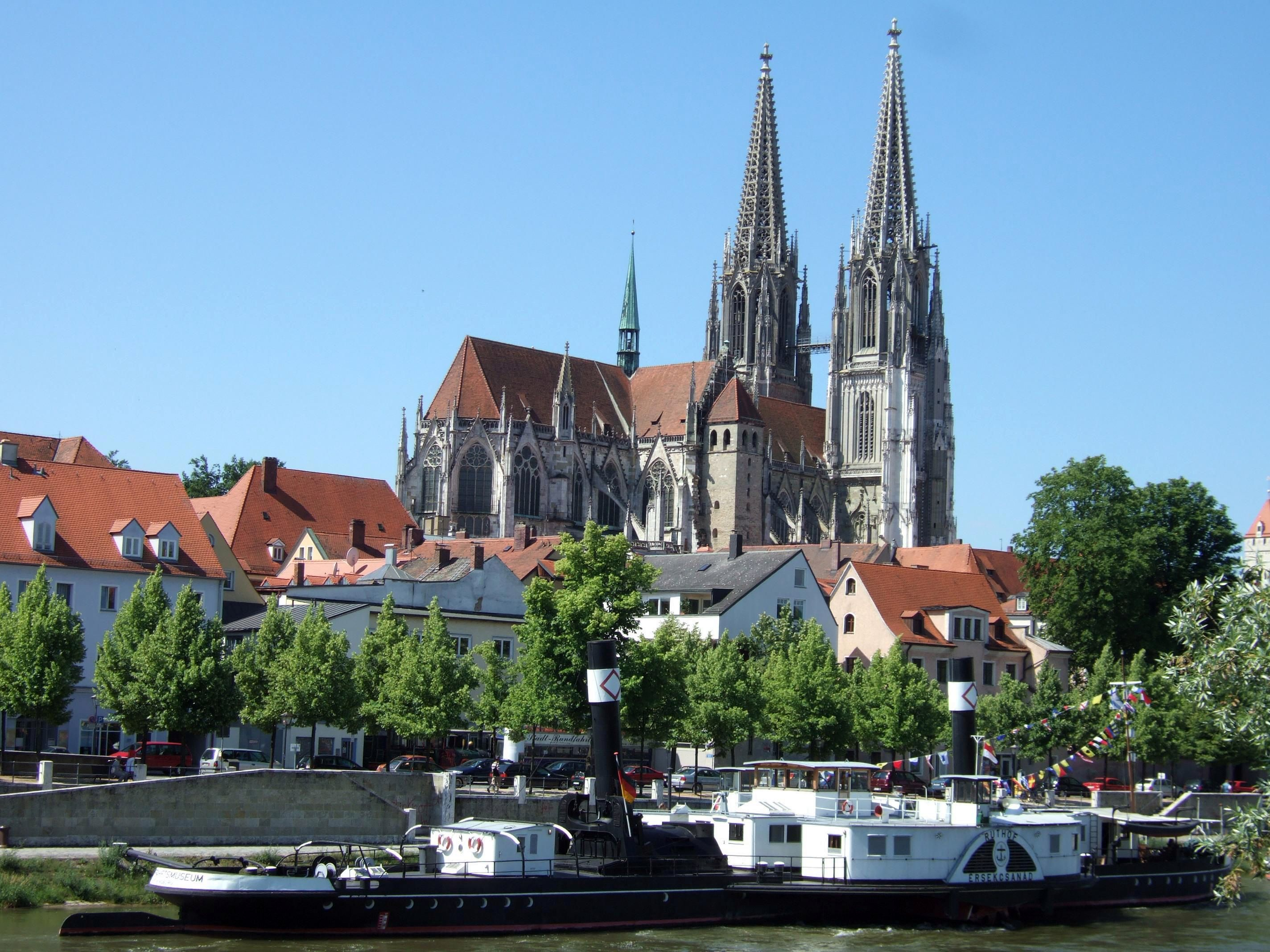
A katedrális a Duna felől

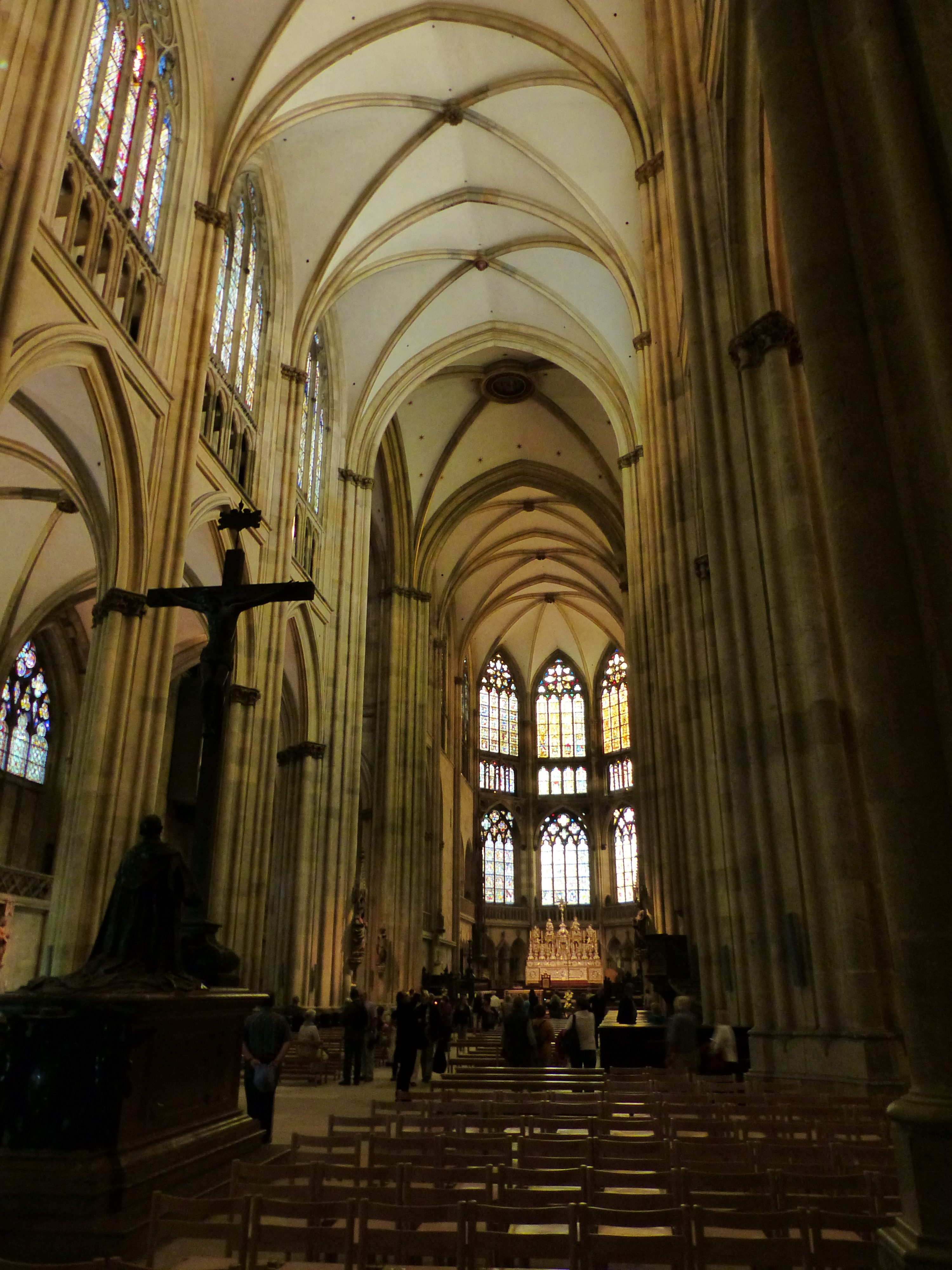
A belső tér

Egy 1273-ban kitört tűzvészt követően a város vezetői egy új katedrális építése mellett döntöttek. Helyét egy kicsivel nyugatabbra jelölték ki, így a régi katedrális megrövidített és átmenetileg helyreállított épülete használatban maradhatott. Az új templom alapzata a régi épületénél 3.40 méterrel magasabbra került. Az eredeti tervek alapján a katedrális egy kora gótikus stílusú, viszonylag alacsony templom lett volna. Az építkezést a déli kereszthajó kórus felőli részén kezdték el. 1285 körül egy új építészt neveztek ki, aki jól ismerte a francia gótikus épületeket. Ő nagy művészi érzékkel átalakította a terveket és a katedrálist egy magas, nagy ablakokkal ellátott, erős pillérkötegek által tartott elegáns, érett gótikus stílusú épületnek képzelte el. Elképzelése meg is valósult, a ma is látható székesegyház az ő tervei alapján épült fel. A terv népszerű volt ezért sok adomány érkezett, ennek következtében az építkezés gyorsan haladt.
1290 és 1300 között befejezték a déli kereszthajót és a négyezet legelső délkeleti pillére már az új tervek szerint épült meg. 1320-ig elkészült az északi kereszthajó az északi kórus és mindkét oldalhajó első boltszakasza. Ezeket az épületrészeket ekkorra már tető fedte, ezért liturgikus célokra is lehetett használni. A főhajó első boltszakaszát egy ideiglenes tetővel látták el. Nyugati oldalát egy átmeneti fallal zárták le és lebontották a régi katedrális megmaradt részét. 1320 és 1335 között megépült az oldalhajók második boltszakasza a végleges tetővel. 1335-re a fő-, valamint oldalhajók első két boltszakasza teljesen elkészült.
1340 körül a déli torony építésével hozzákezdtek az új nyugati homlokzat építéséhez, amelyet később a német késő gótika egyik legigényesebb terve alapján lényegesen gazdagabb tagolással folytattak. Ezután 1350-ig csak a katedrális déli oldalhajóján folytatódhattak a munkálatok mivel a régi Szent János-templom útban volt és még nem engedélyezték lebontását. Ekkor készült el az oldalhajó összes boltszakasza és a déli torony első szintje. Ezután még harminc évig csak a déli tornyot magasították és befejezték a déli gádorfalat, mivel még mindig nem érkezett meg az engedély a Szent János-templom lebontására. 1380. június 29-én végül megkapták az engedélyt így elkezdődtek a bontások az északi torony helyén, majd később az alapkőletétel Johann von Moosburg püspök (1383–1409) idején, feltételezhetően 1400 táján. 1385 és 1398 között Liebhardt der Mymnaer építőmester irányította az építkezést, majd 1399-ben Heinrich der Dürnstetter vette át feladatát, aki 1419-ben bekövetkezett haláláig felügyelte a munkát.

#### A 15. század
A 15. században folytatták a nyugati homlokzat és az északi oldalhajó utolsó boltszakaszainak építését, valamint lerakták az északi torony és a főbejárat alapjait. A homlokzat építése és az ezzel párhuzamosan folyó szobrászati munkák már korábban, a 14. században is egy kéttornyos terv szerint haladtak. Ennek megfelelően kezdték meg a század vége felé az északi rész építését a homlokzat alsó részének faragványait és a nyugati kapuzat díszítését ez utóbbi nürnbergi minták alapján.
1385 és 1415 között készült el a főkapu a háromszög alaprajzú fedett bejárattal. 1415-ben először jelent meg az egykorú forrásokban Wenzel Roriczer neve. A század elejéről fennmaradt egy prágai és bécsi előzményekre visszavezethető kéttornyos tervrajz, ezt a dóm múzeumában őrzik. Wenzel Roritzer ezt az elképzelést módosította és egyetlen hatalmas tornyot tervezett a már megépült középső kapuzat és háromszögletű előcsarnok mellett. Ez az elképzelés nem valósult meg, a 19. században az eredeti kéttornyos terv alapján fejezték be az épületet. 1430-ban elkészült az északi torony első szintje és az északi oldalhajó utolsó boltszakaszai. 1443-ra fejezték be az északi gádorfalat és az északi torony második szintjét. A nyugati homlokzat két torony közötti részét átmenetileg lezárták. A katedrális belső tere így nagyjából készen állt, eltekintve a nyugati végén lévő boltszakaszok tetejétől és a négyezet felett emelkedő toronytól, amit végül az eredetileg elképzelt formában nem építettek meg.
1456 és 1477 között Konrad Roriczer, Wenzel fia volt a katedrális főépítésze. Ezalatt elkészült a nyugati homlokzat két torony közé eső része a nagyméretű ablakokkal. A két ablak között látható feszület 1482-ben került a helyére, a bevésett évszám a főbejárat feletti galérián látható. Ez a dátum a katedrális felszentelésére is utalhat, mivel ekkortól belseje már teljesen kész volt. Konrad halála után fiát, Matthaus Roriczert nevezték ki főépítésznek, az ő idejében tovább díszítették a nyugati homlokzatot, és megépítették az északi torony második szintjét a már meglévő harangkamra köré. Ekkor állították fel a szószéket a katedrális belsejében és kialakították a tabernákulum helyét is. Matthaus 1495-ben bekövetkezett halála után testvére, Wolfgang folytatta a munkát és 1500-ig, az ő irányítása alatt befejezték az északi torony második emeletét. A tornyot egy átmeneti tetővel látták el, majd ezután a templom külseje egészen 1859-ig nem változott.

#### A 16. századtól a 21. századig
A katedrális két utolsó építésze Erhard Heydenreich (1514–1524) és Ulrich Heydenreich (1524–1538) arra kapott megbízást, hogy befejezzék a katedrális kolostorát, amit még a 9. században kezdtek el építeni majd később átalakítottak. 1613 és 1649 között, IV. Albert von Törring püspök idejében az épületet restaurálták, a hajók nyugati végét beboltozták, oltárokat állítottak fel festményekkel, új orgonát készítettek és a falakat okkersárgára festették. 1690 és 1700 között egy álmennyezetet alakítottak ki, amit stukkókkal és a Carlone testvérek freskóival díszítettek, valamint szürkére festették a falakat.
A 19. század első felében I. Lajos bajor király utasítására a főoltárt kivéve eltávolították az összes barokk épületelemet, és a négyezet fölötti teret bordás boltozattal látták el. A falak akkor kapták jellegzetes színüket, ahol az okkersárga keveredik a nagyrészt eltávolított szürke festék maradványaival. 1859 és 1869 között Franz Denzinger tervei alapján megépült a tornyok felső szintje. 1872-re állították fel a négyezet fölötti kisméretű tornyot, és ekkorra készült el teljesen a katedrális 600 év után. 1984 és 1985 között a főhajó alatt régészeti feltárásokat folytattak és kialakították a püspökök temetkezési helyét. Ezután három évig restaurálták az épület belsejét, miközben a falak színét változatlanul hagyták. 1989 után megkezdték a nyugati homlokzat tisztítását, a munkálatokkal 2010-ben készültek el.

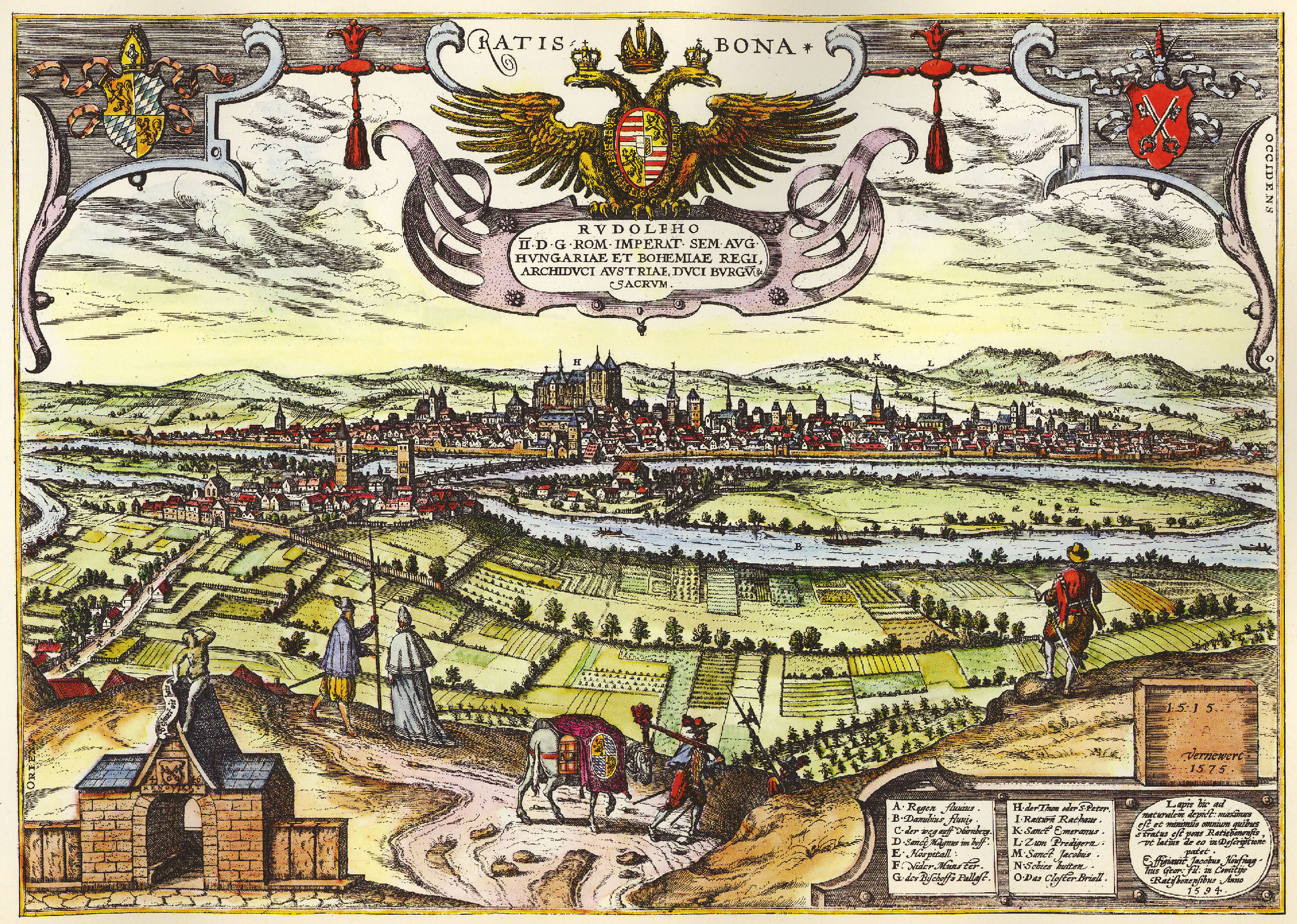
A katedrális és környéke egy 16. század végi illusztráción
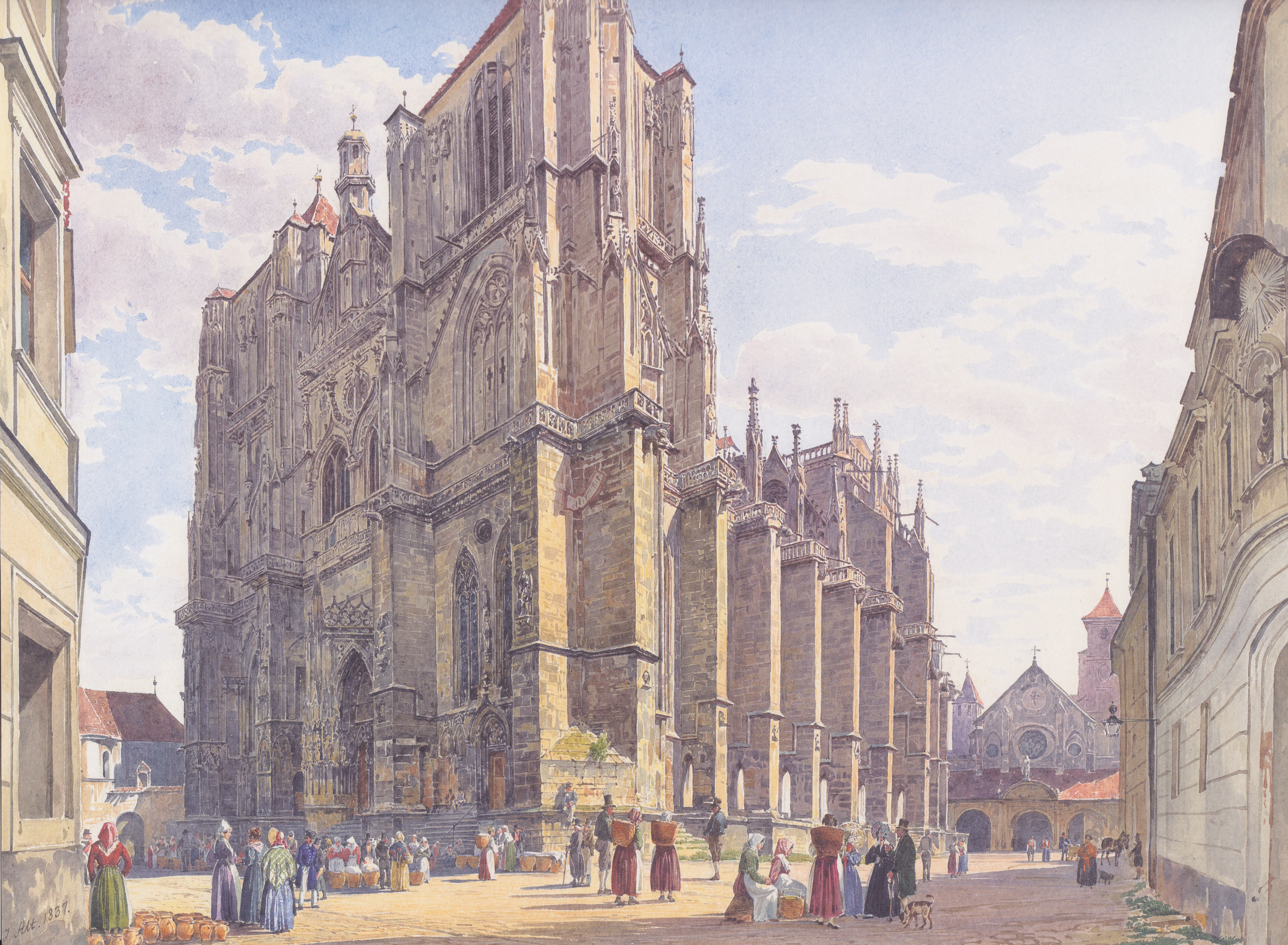
A nyugati homlokzat egy 1837-ben készült festményen
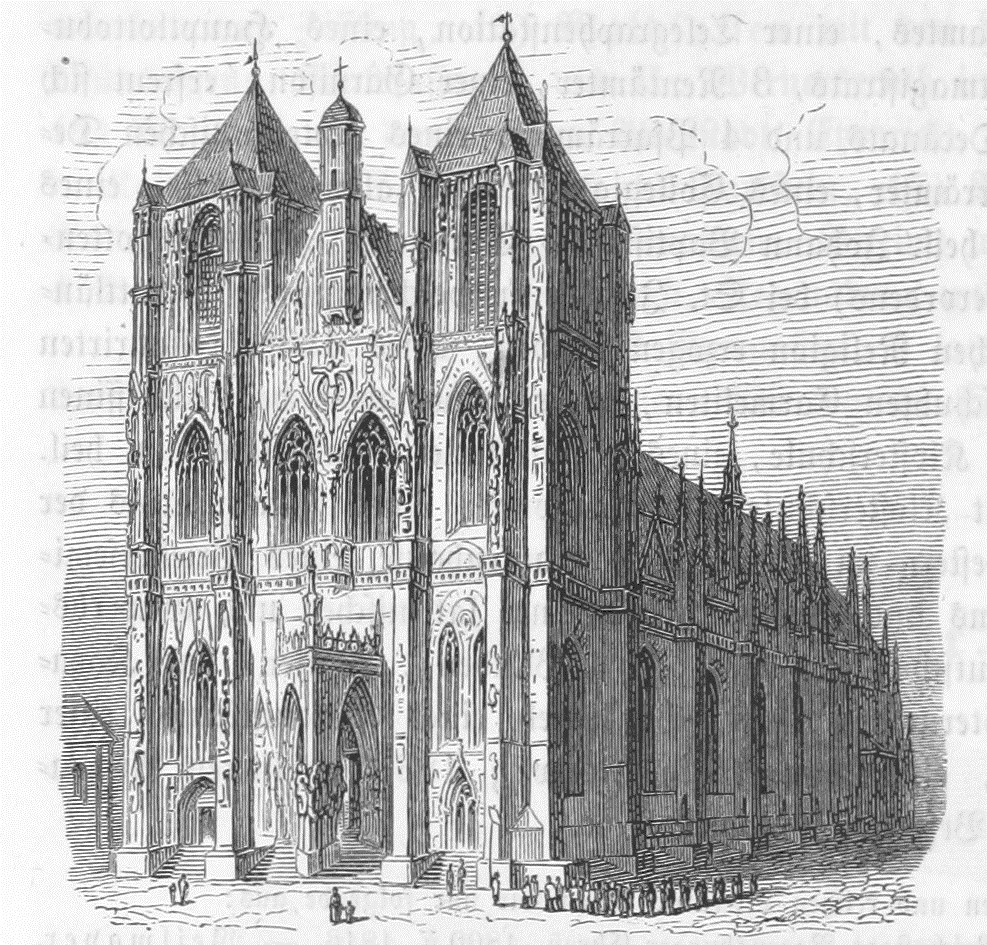
A nyugati homlokzat 1852 körül készült illusztráción
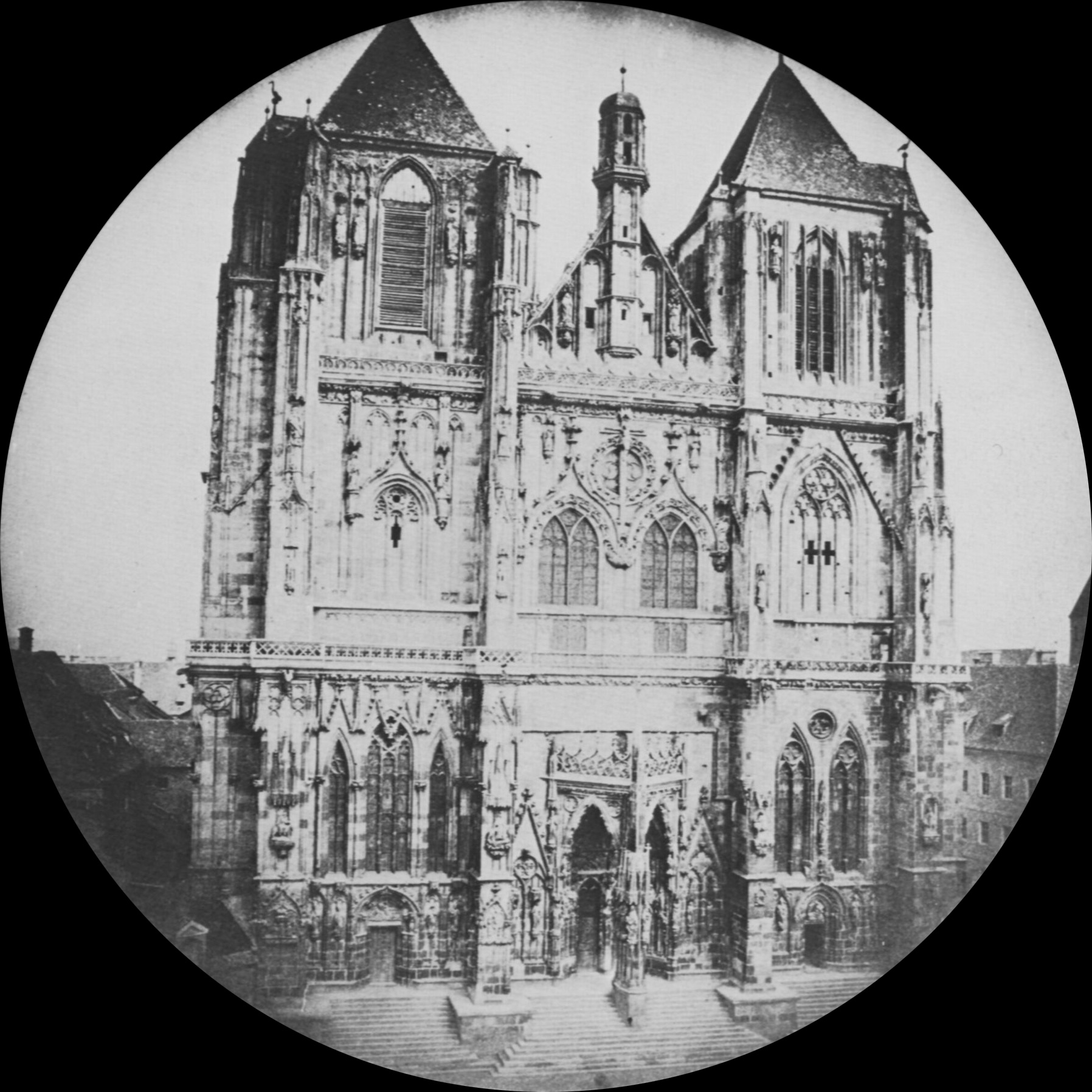
A nyugati homlokzat egy 1859-ben készült fényképen
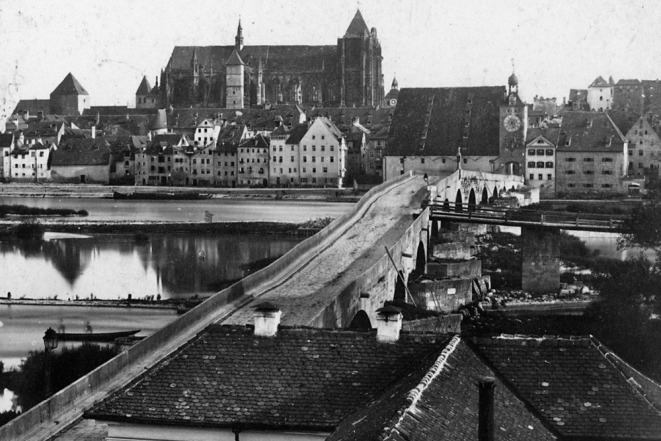
A katedrális a Duna felől egy 19. századi fényképen
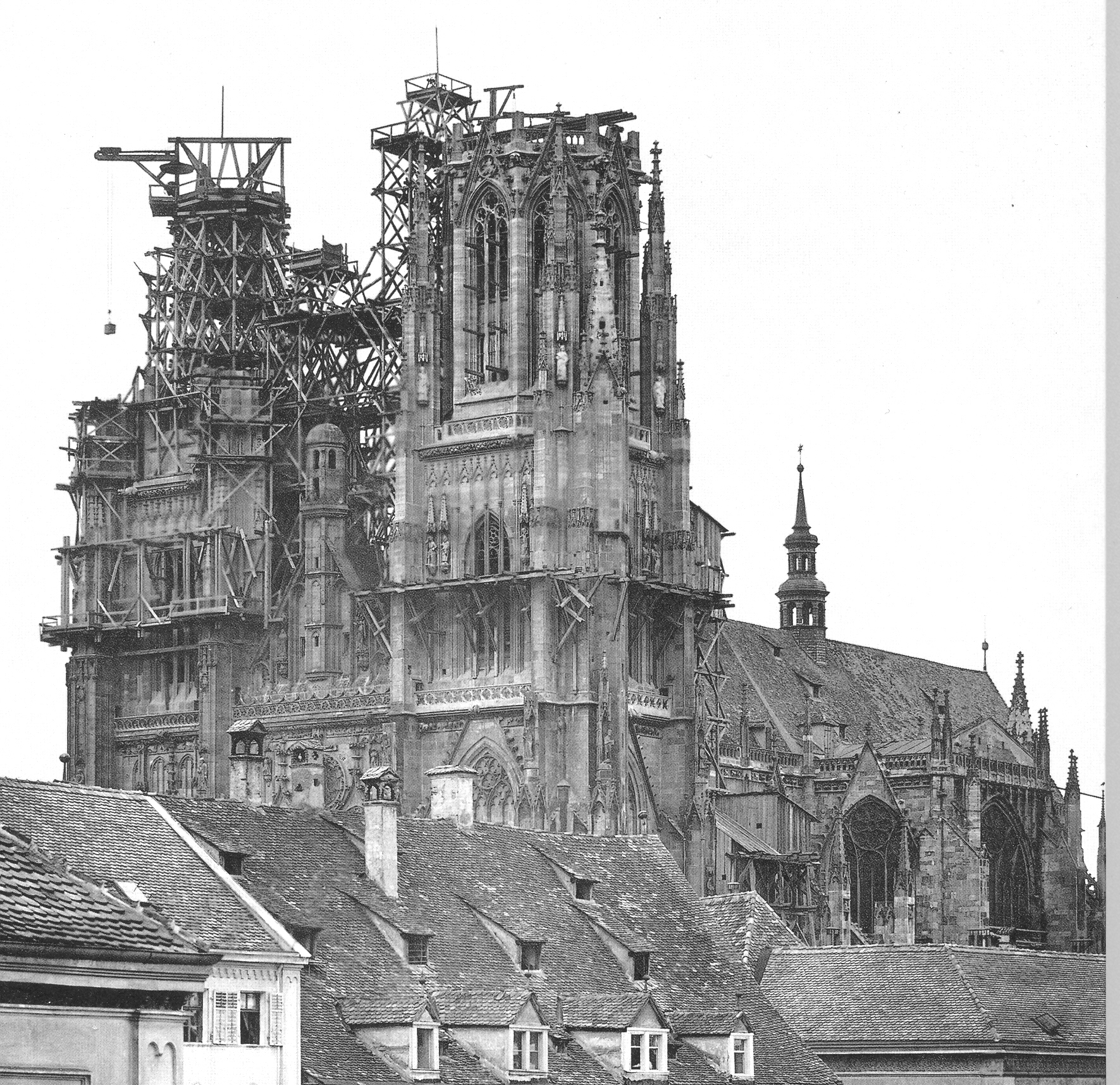
A tornyok építése 1865-ben

## Az épület külseje

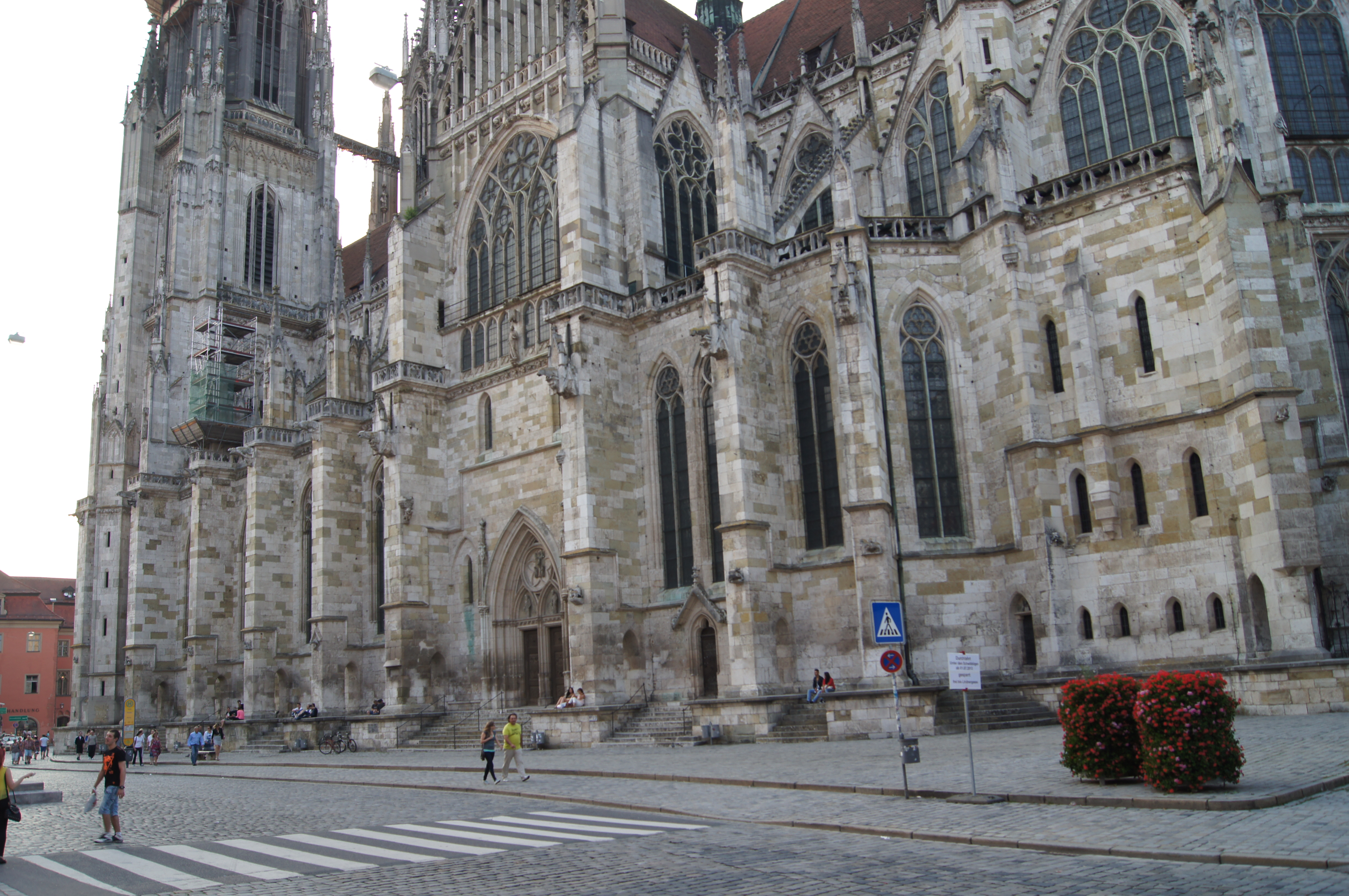
A katedrális dél felől

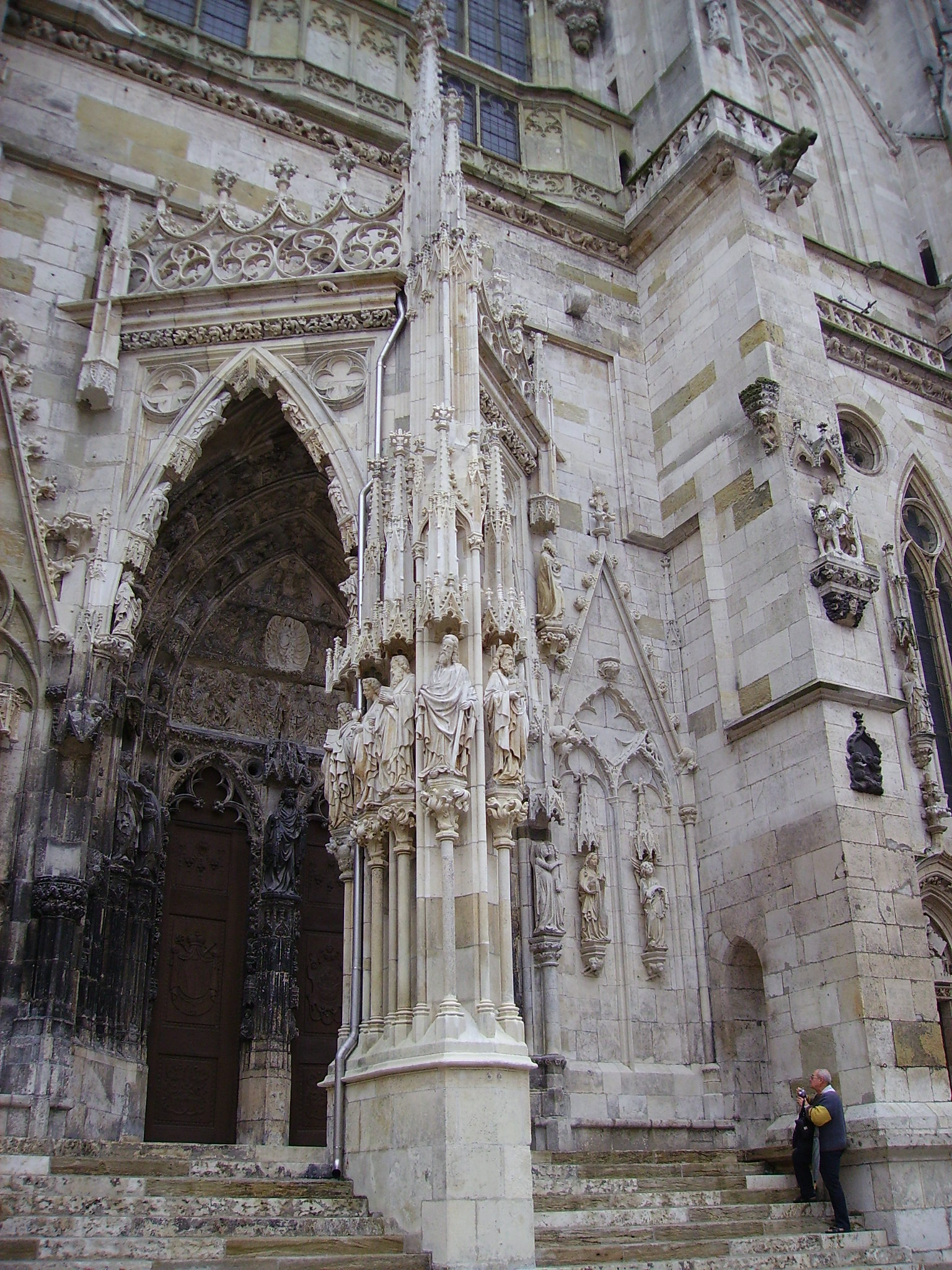
A főbejárat

A katedrális északi oldalának tervezésekor figyelembe vették, hogy nagyobb távolságból is látható, a Kőhídról és a Duna túloldaláról nézve uralja a városképet. Az északi kereszthajó homlokzata elé egy masszív tornyot terveztek, ez magába foglalta volna a román kori Szamár-tornyot. Ez a terv egy 14. századi forrásban maradt fenn, és rendkívül ritkának számított a korabeli építészetben. Valószínűleg ez az elképzelés hatott később Peter Parler munkásságára is, aki egy hasonló aszimmetrikus elhelyezkedésű tornyot épített a prágai Szent Vitus-székesegyház déli oldalához. Ezt a tervet később elvetették és elkezdték a négyezet fölötti torony kialakítását, ami végül szintén nem épült meg.
A szentélyrészen kevés figurális díszítés látható, legfeltűnőbb részei a támpillérek, amelyek a nagyméretű ablakokat tartják. A kápolnakoszorú nélküli szentély kívülről egy sokszögű, a templomtól független épületrésznek hat. A legfelső ablaksort szegélyező oromzat túlnyúlik a tetőn körbefutó áttört kőkorláton. A gádorfal szintjén a támpillérek vékony baldachinokká változnak, ezeket vakárkádok kötik össze a szentély falával.
A déli kereszthajó homlokzata két részre oszlik, az egyik, egyszerűbb kialakítású része még a régi tervek alapján épült 1290 előtt. A kettős bejáratot vékony oszlopok és vakárkádok szegélyezik. Az ajtó fölötti timpanont három részre osztották, a két alsóba 1370 és 1380 között került a helyére a Szent Pétert és Szent Pált ábrázoló két dombormű, míg a harmadik, a keresztre feszítést ábrázoló sváb hatásokat mutató domborművet 1320 körül fejezték be. A felső szinten építették a falba a déli kereszthajó kilencrészes ablakát, a fölötte lévő oromzat díszítése jóval későbbi, csak 1871-ben készült el. A hosszház külseje viszonylag egyszerű, az egyes boltszakaszoknál ismétlődő, két lándzsaablakból áll. A második boltszakasztól kezdve az ablakok között egy-egy szent szobra látható, közülük figyelemre méltó Szent Kristóf körülbelül 1330 és 1340 között faragott szobra.

### A nyugati homlokzat
A katedrális legszebben díszített része a nyugati homlokzat. Vízszintesen és függőlegesen is három-három részre tagolódik, függőlegesen a két torony, vízszintesen az épületen körbefutó áttört kőkorlátok osztják fel a teret. Bár a homlokzat középkori része másfél évszázadig készült mégis egységes képet mutat. Az első emeleten középen lévő nagy ablakok közelében eredetileg nem volt semmiféle figurális díszítés, a ma is látható nagyméretű feszületet csak a 15. század végén, 1470 körül helyezték el a két ablak fölé. A kereszt alatt a regensburgi káptalan címere, a csónakban ülő Szent Péter látható.
A bonyolult szerkezetű főbejárat a homlokzat egyik legfontosabb és legkifinomultabban díszített eleme. Ez egy magas, háromszög alaprajzú, a főhajó közepének tengelyében álló masszív oszlopon nyugvó előcsarnokkal és háromrészes timpanonnal ellátott kettős kapu. Az előcsarnok tetejét egy magas, áttört kerettel díszítették, fölötte található az a balkon, ahova korábban a templom belsejéből ki lehetett lépni. A bejárat rendkívül gazdag díszítése 1385 és 1415 között készült, a költségeket a von Sarching nemesi család fizette. Az ajtó fölötti timpanon és az ívek Mária életéből mutatnak be jeleneteket. Az íveken elhelyezett huszonkét domborművön többek között Jessze fája, Szent Joachim és Szent Anna története, Mária születése, bemutatása a templomban, az angyali üdvözlet, Jézus gyermekkora és a menekülés Egyiptomba látható. A timpanonon domborművei Mária halálát, mennybemenetelét és megkoronázását jelenítik meg. Az előcsarnok íveire tizenkét, prófétákat ábrázoló szobrot erősítettek, ezek egy részét modern másolatokra cserélték. A 2002 és 2010 közötti felújítási munkák során a szobrokat megtisztították a szennyeződésektől és kiderült, hogy a figurákat eredetileg egyszínű sárgásfehérre festették, csak a szemeket jelölték meg feketével.
Az ajtó két szárnyát elválasztó oszlopon, az osztósudáron meglepő módon nem Mária alakja jelenik meg, hanem Szent Péteré. Ez arra utalhat, hogy menet közben módosítottak a terven és inkább az apostolokat helyezték előtérbe. Erre bizonyíték, hogy a bélleteken és az előcsarnok tartóoszlopán is az apostolok szobrai láthatók. Közülük kettőt néhány éve másolatokkal helyettesítették, viszont nyolc másik apostol szobor sem korabeli, hanem Joseph Sager 1907-ben és 1908-ban készült másolatai. Az eredeti, az időjárástól nagymértékben károsodott eredeti szobrokat a kolostorban illetve a város történeti múzeumában őrzik. A főkapu szobordíszítése az 1400 körüli közép-európai szobrászat egyik jelentős alkotása. Legkorábbi részei prágai kapcsolatokra utalnak, a későbbiekre már inkább a francia stíluselemek jellemzőek. Felismerhetőek rajtuk a francia királyi udvar és a Burgundiában dolgozó szobrász, Claus Sluter körének hatása is. A szoros franciaországi kapcsolatok magyarázata, hogy Regensburg akkori püspöke Johann von Moosburg (1384–1409) a francia királyné féltestvére volt.
A homlokzat domborművei is jelentősek, közülük említésre méltó a Szent Péter kiszabadítása (1320 k.), Mózes a törvénytáblákkal (1410), Izsák feláldozása (1385/1390 k.), és az aranyborjú imádása (1410 k.). A Szent Péter kiszabadítását ábrázoló dombormű eredetileg máshol volt, és csak 1350 körül került mostani helyére. Ikonográfiailag különlegesnek számít a homlokzat négy királyszobra, akik Dániel próféta látomásának négy királyságát szimbolizálják, a babiloni Nabukodonozor egy oroszlánon, a római Julius Caesar egy unikornison, a görög Nagy Sándor egy párducon és a perzsa Krőzus egy medvén. Ezek a szobrok is másolatok, 1898/99-ben készültek, az eredeti szobrokat szintén a kolostorban és a történeti múzeumban őrzik. 

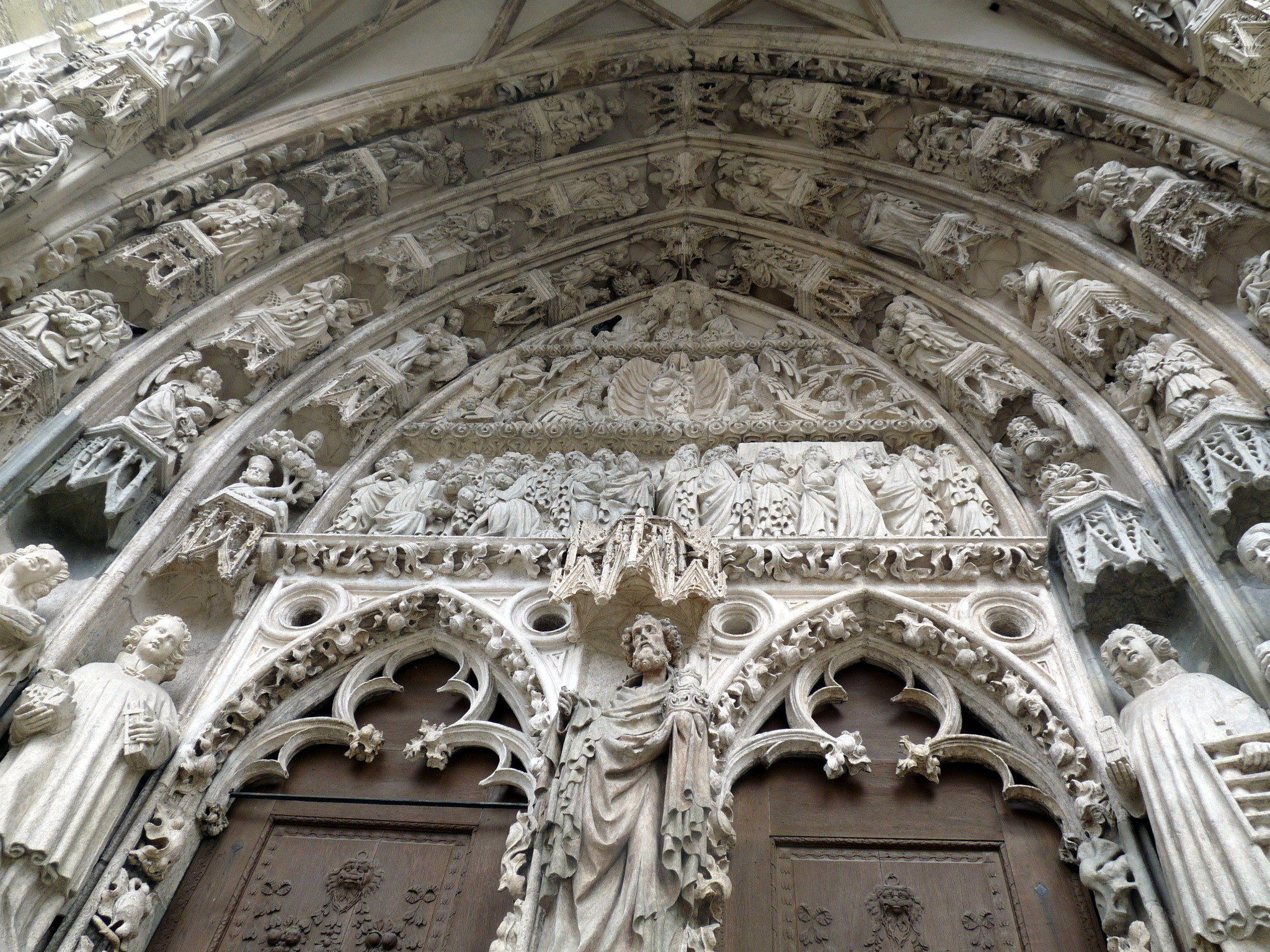
A főbejárat fölötti timpanon
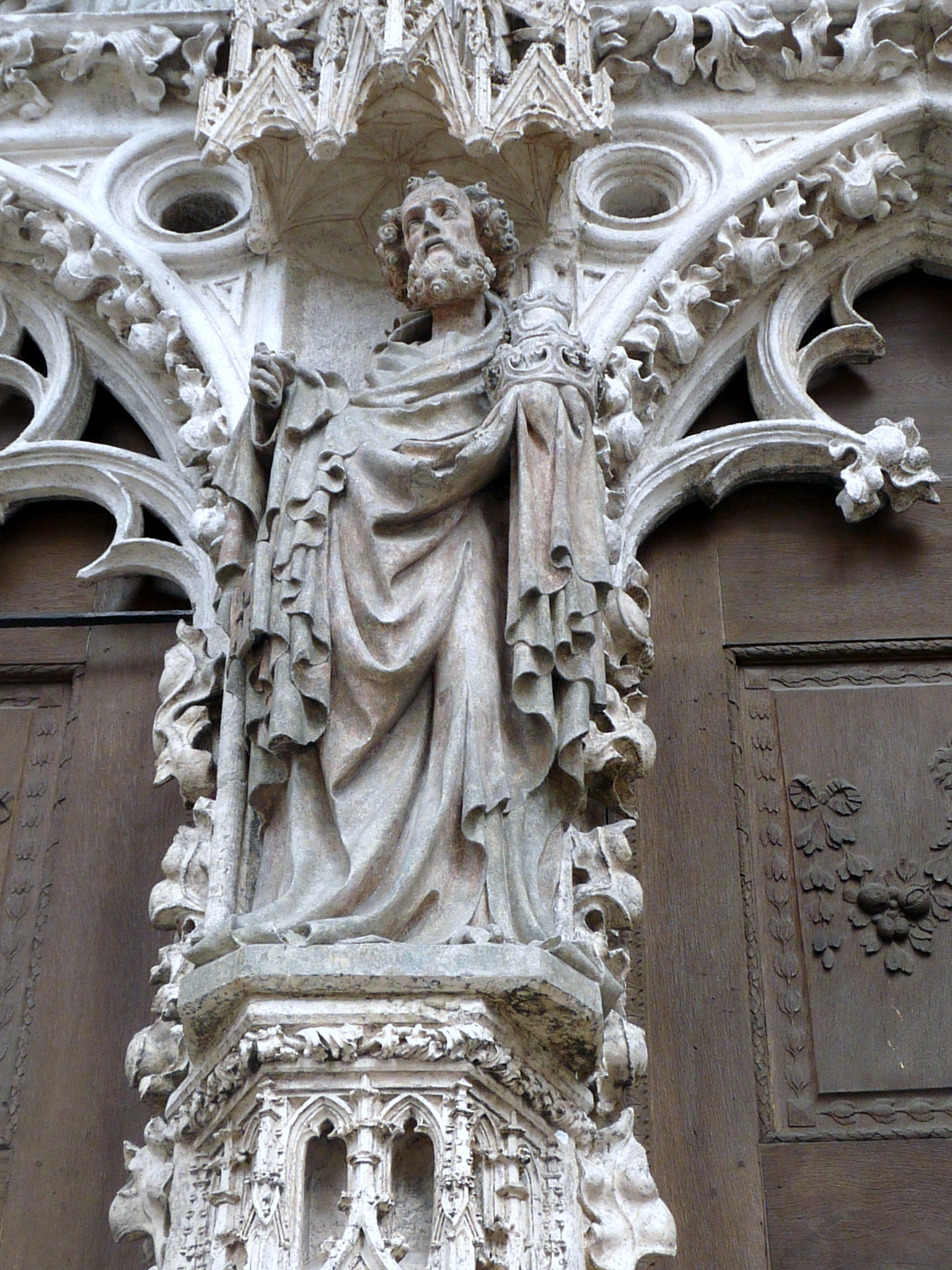
Szent péter szobra az osztósudáron
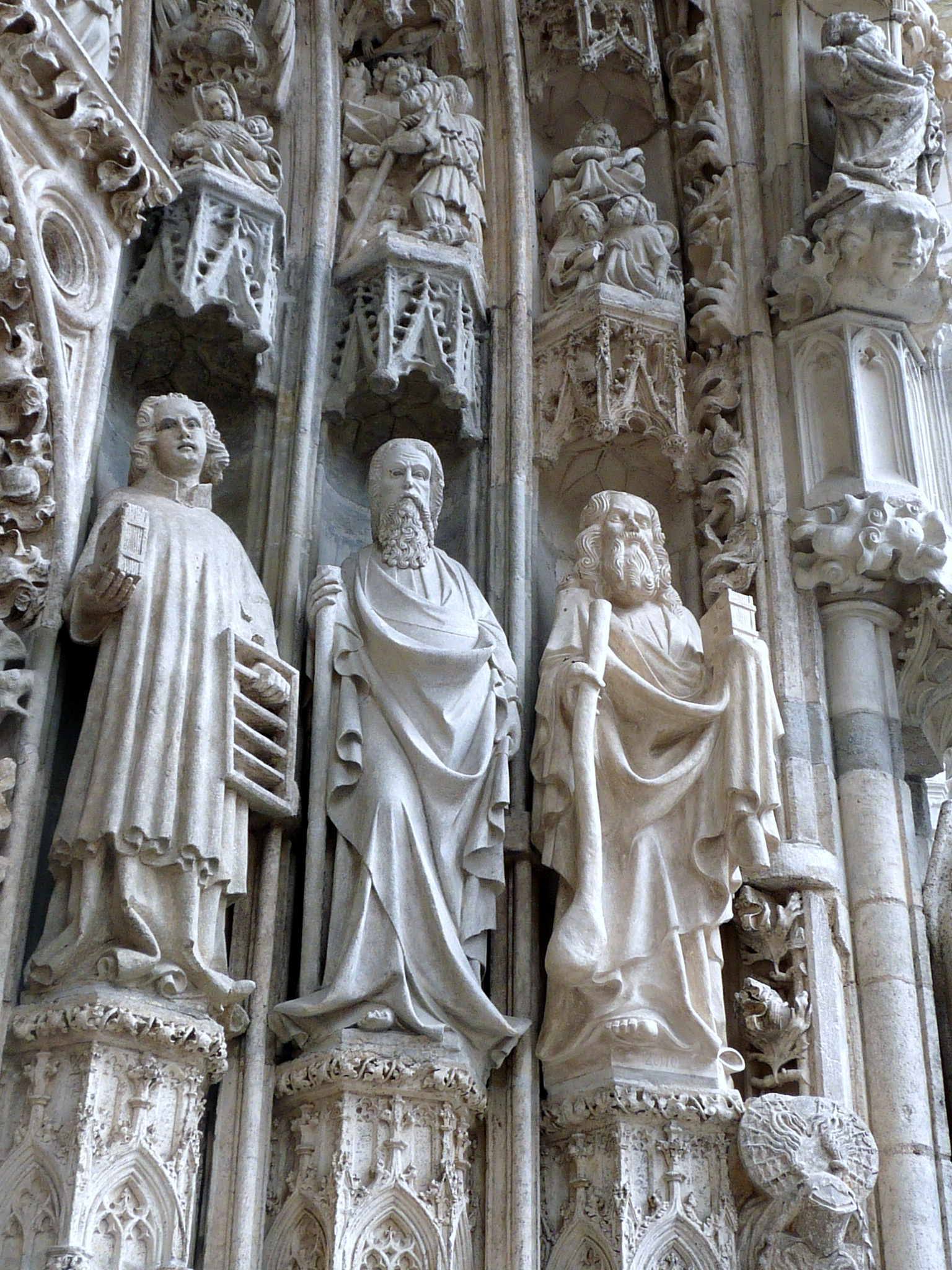
Apostolok
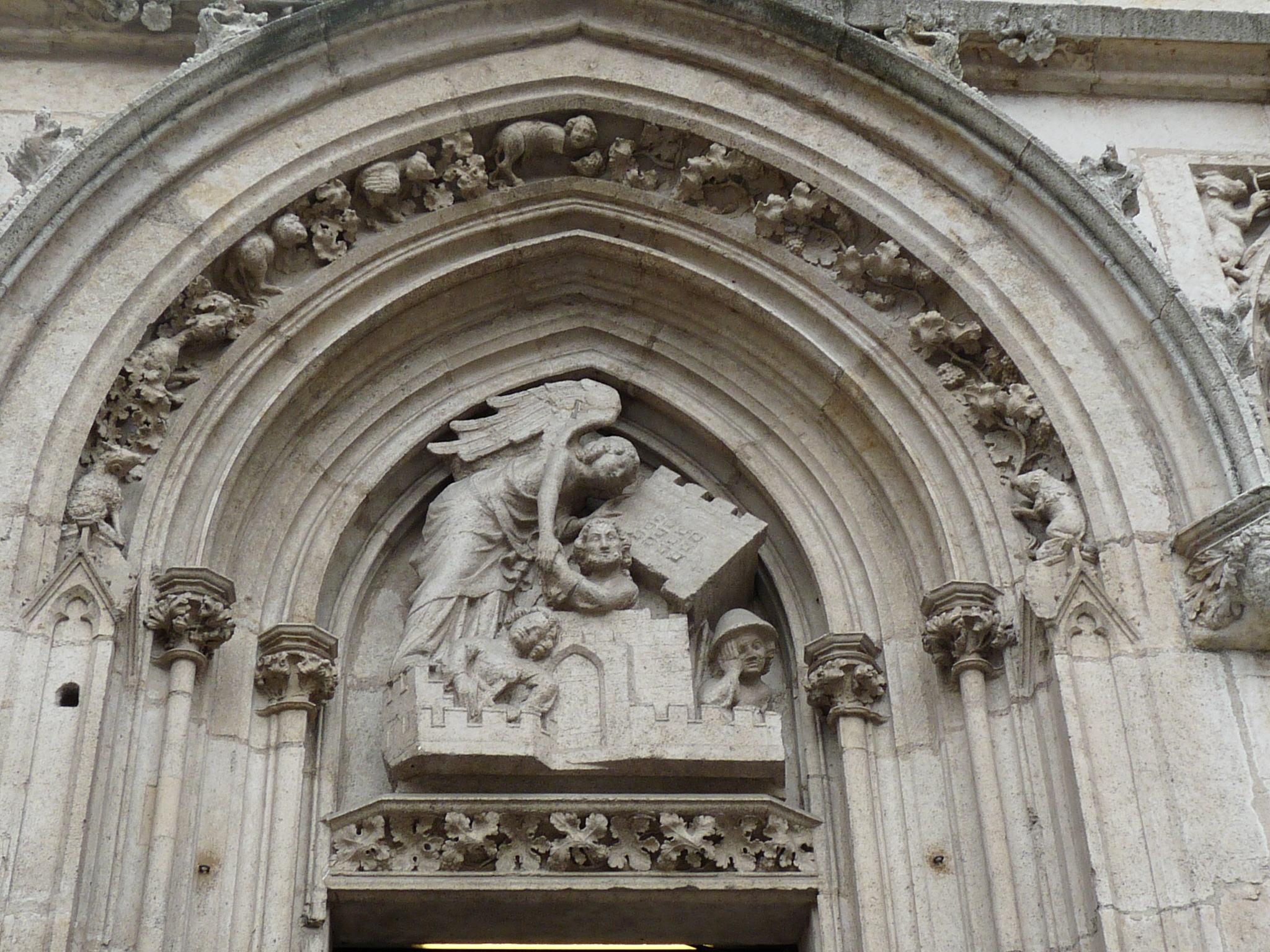
Szent Péter kiszabadítása a börtönből
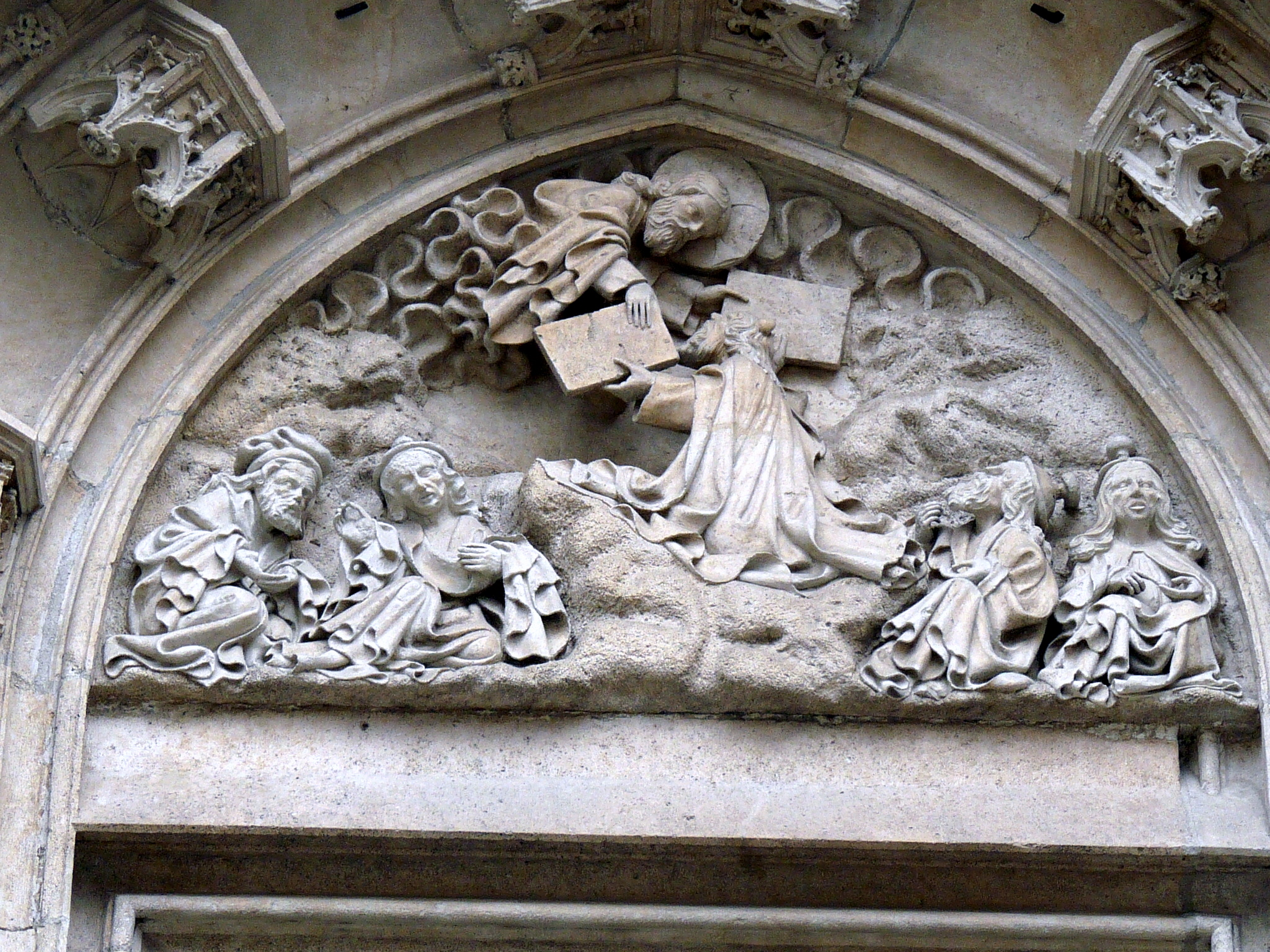
Mózes megkapja a törvénytáblákat
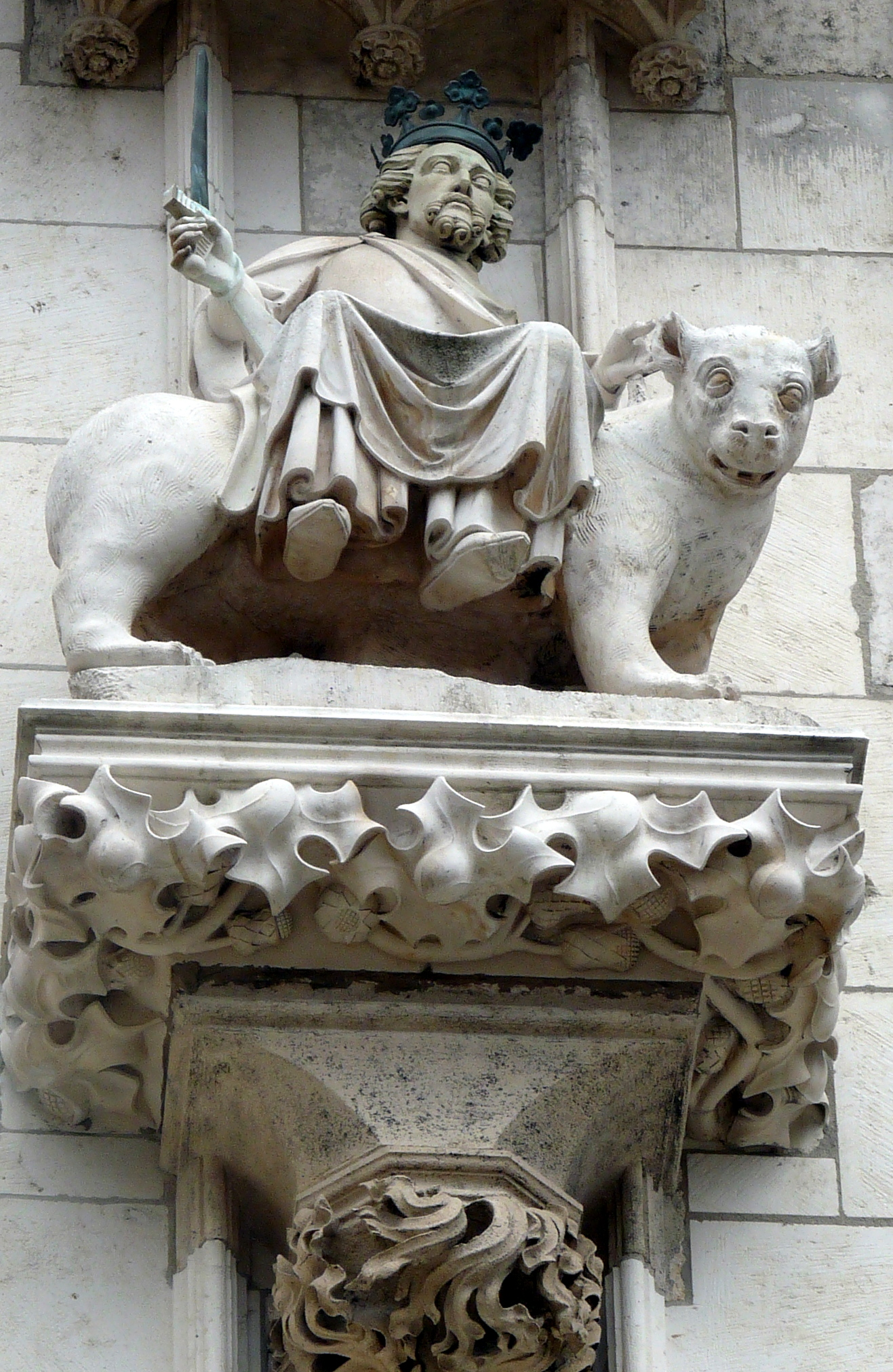
Nagy Sándor

## A belső tér

### A főhajó és a nyugati fal

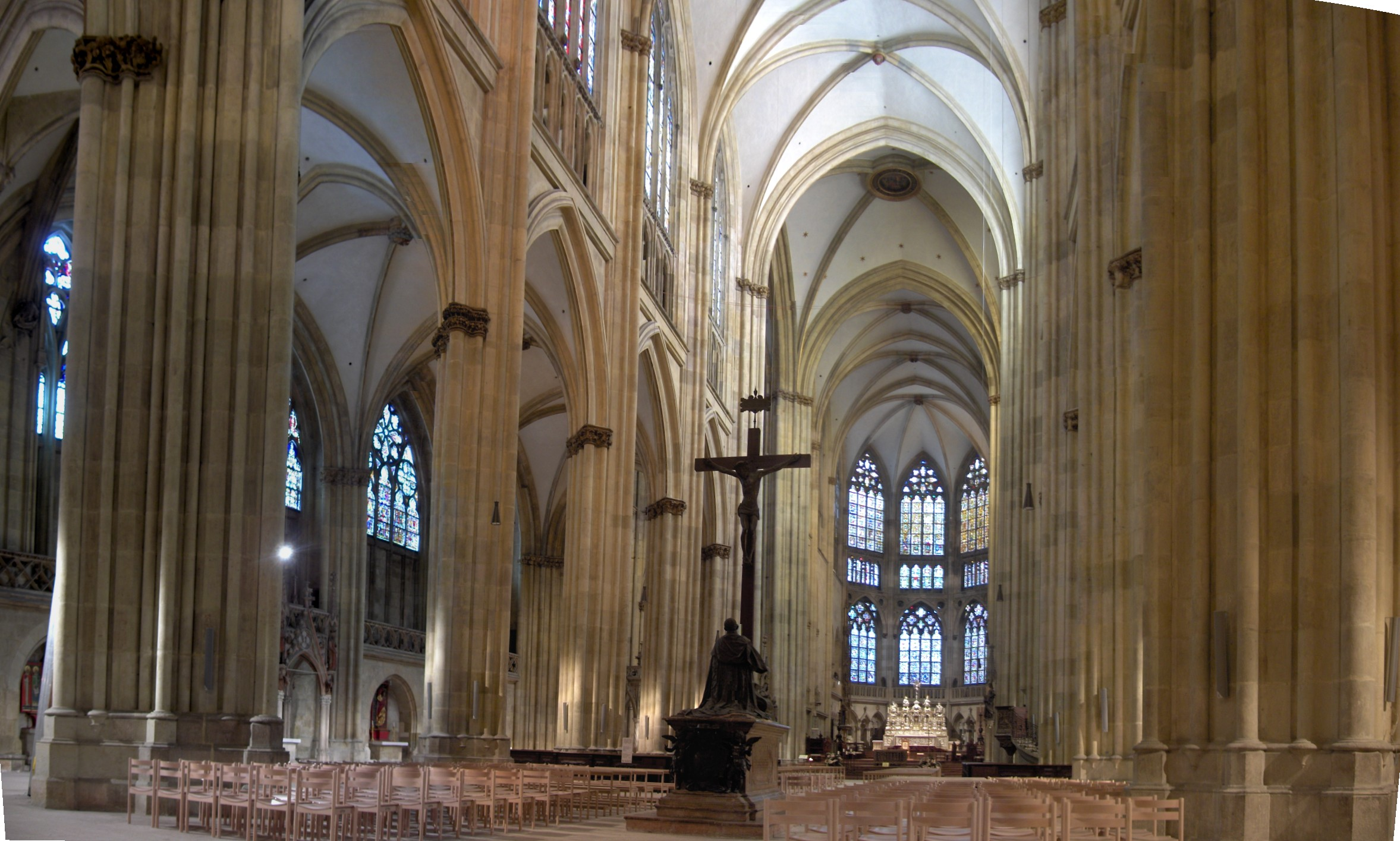
A főhajó

A főhajóban elhelyezett barokk padokat Valentin Leuthner faragta 1696-ban. A négyezettől nyugati irányba eső első oszlop mellé került a késő gótikus szószék, rajta készítésének dátumával (1482). A csavart oszlopokon álló nyolcszögletű szószéket Matthaus Roriczer tervei alapján készítették. Oldalait áttört kőpanelek alkotják, lépcsőjét egy 17. századi vasráccsal zárták le. A nyugati falhoz közel, a főhajó közepén 1611-ben állították fel Philipp Wilhelm von Bayern püspök és bíboros síremlékét. A vörös márvány síremléken emelkedő nagyméretű feszület Giovanni Bologna a müncheni Szent Mihály-templomban található szobrának másolata. A kereszt előtt térdelő püspök és a díszes címer valószínűleg a müncheni udvari szobrász Hans Krumper munkája.
A nyugati fal megőrizte eredeti szerkezetét, legfeltűnőbb részei a bejárat fölött kialakított galéria és az ajtó két oldalán lévő csigalépcsők, amik a galériára vezetnek. Innen eredetileg ki lehetett lépni a nyugati homlokzaton kialakított balkonra a főkapu fölött, azonban ezt a kijáratot később egy ablakkal zárták le. A galériát és a balkont feltételezhetően liturgikus célokra is használták egy a középkor végén népszerű szertartás keretében, ahol az értékes ereklyetartókat ünnepélyes keretek között megmutatták a híveknek. Az ajtó két oldalán a falba épített oszlopok tetején Szent György és Szent Márton lovasszobrait helyezték el. A gondosan megformált szobrok 1325 és 1330 között készültek. Mindkét szobor a bejárat felé néz és mint a kor legnépszerűbb lovagszentjei valószínűleg azért kerültek erre a helyre, hogy védjék a bejáratot. Az bejárat mellett két falmélyedésben egy-egy emberfejű démon szobra látható, amelyeket a hagyomány szerint az ördögnek és az ördög nagyanyjának neveznek. Ezek a 14. század végén faragott alakok hasonló szerepet töltenek be, mint a lovasszobrok, a templomot védik a gonosz lelkektől. A fal élénk színű ablakai nem korabeliek, 1828-ban készültek, I. Lajos bajor király ajándékai, a 19. században újjáéledt ólomüveg művészet alkotásai.

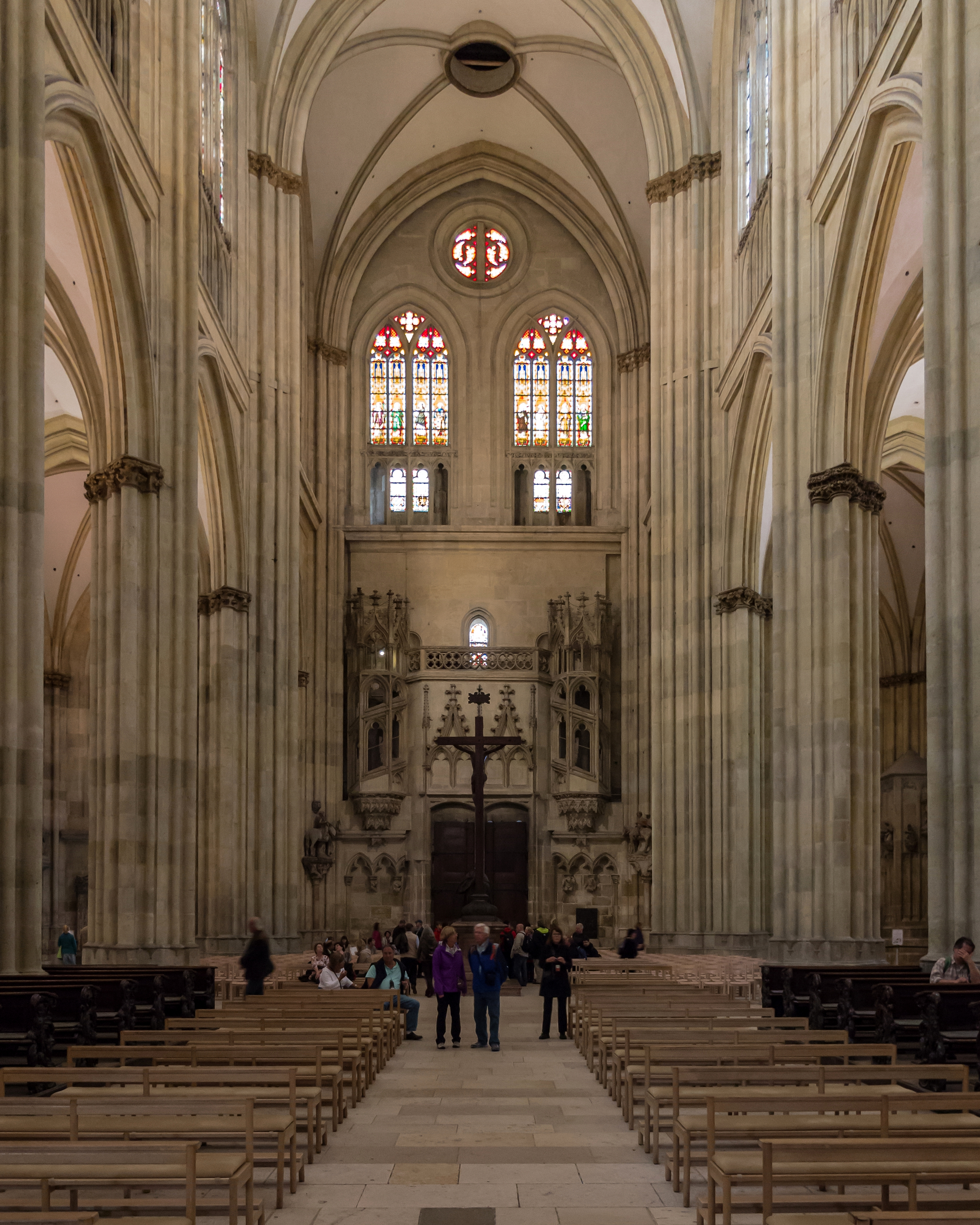
A főhajó és a nyugati fal
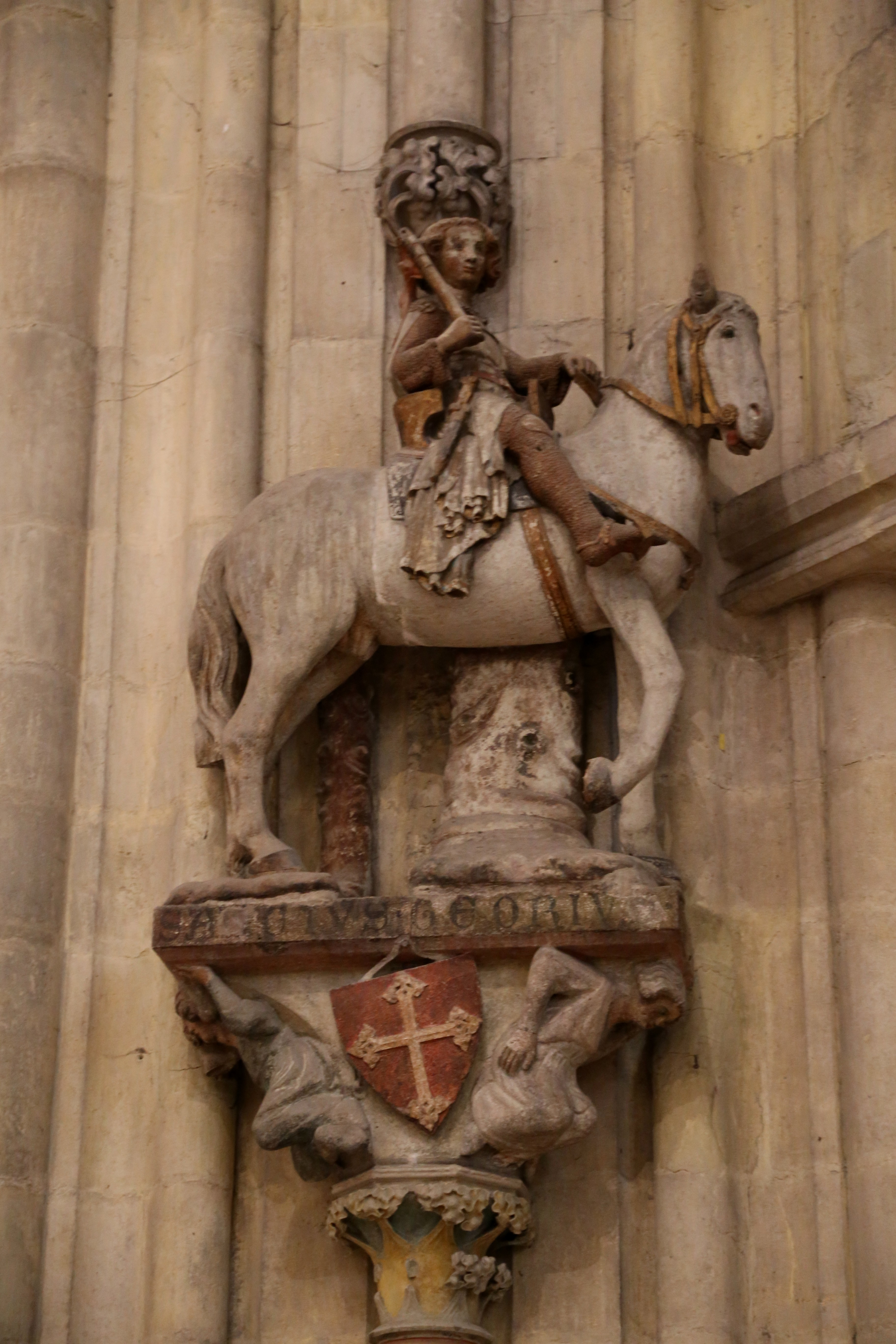
Szent György
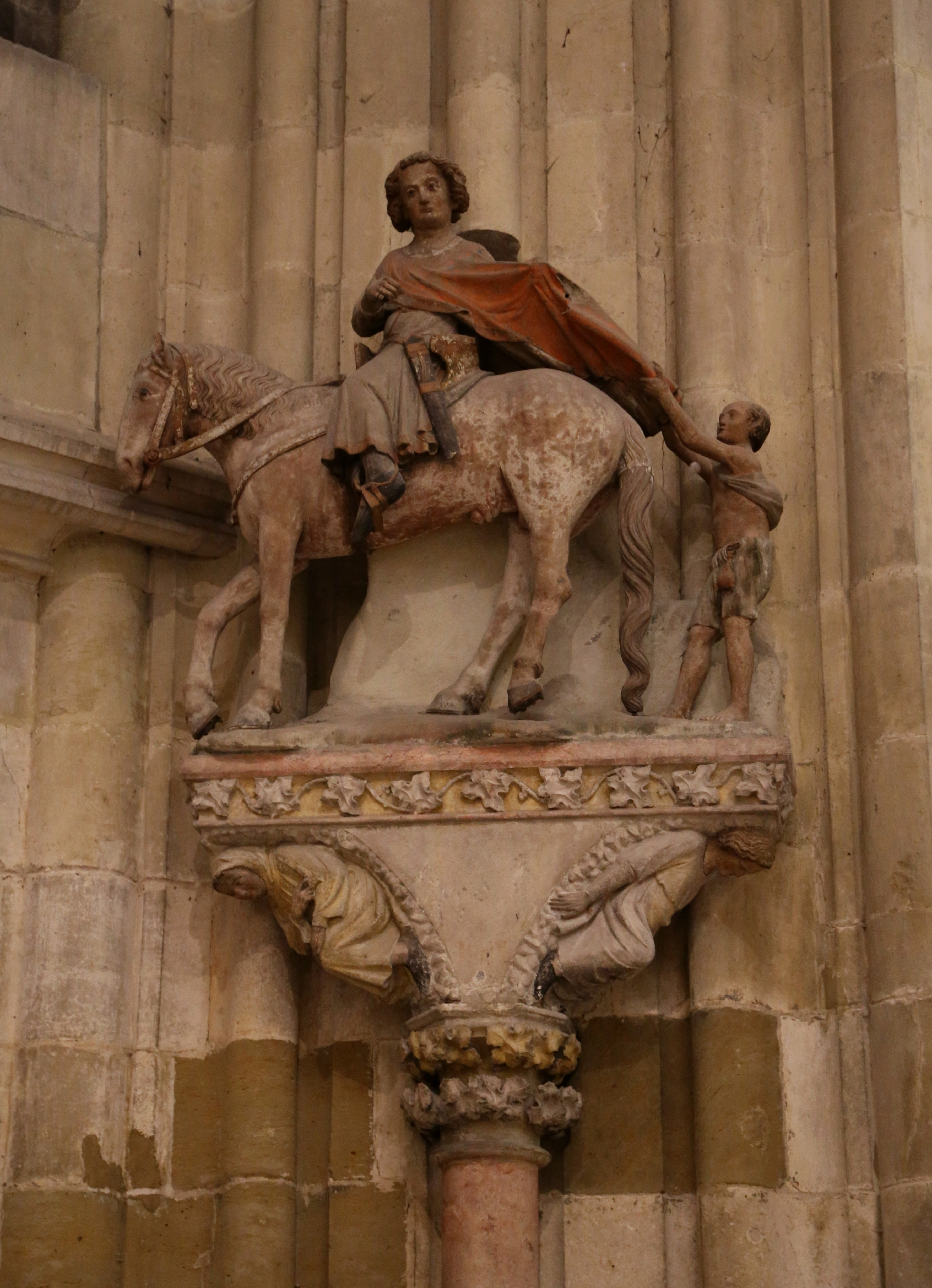
Szent Márton
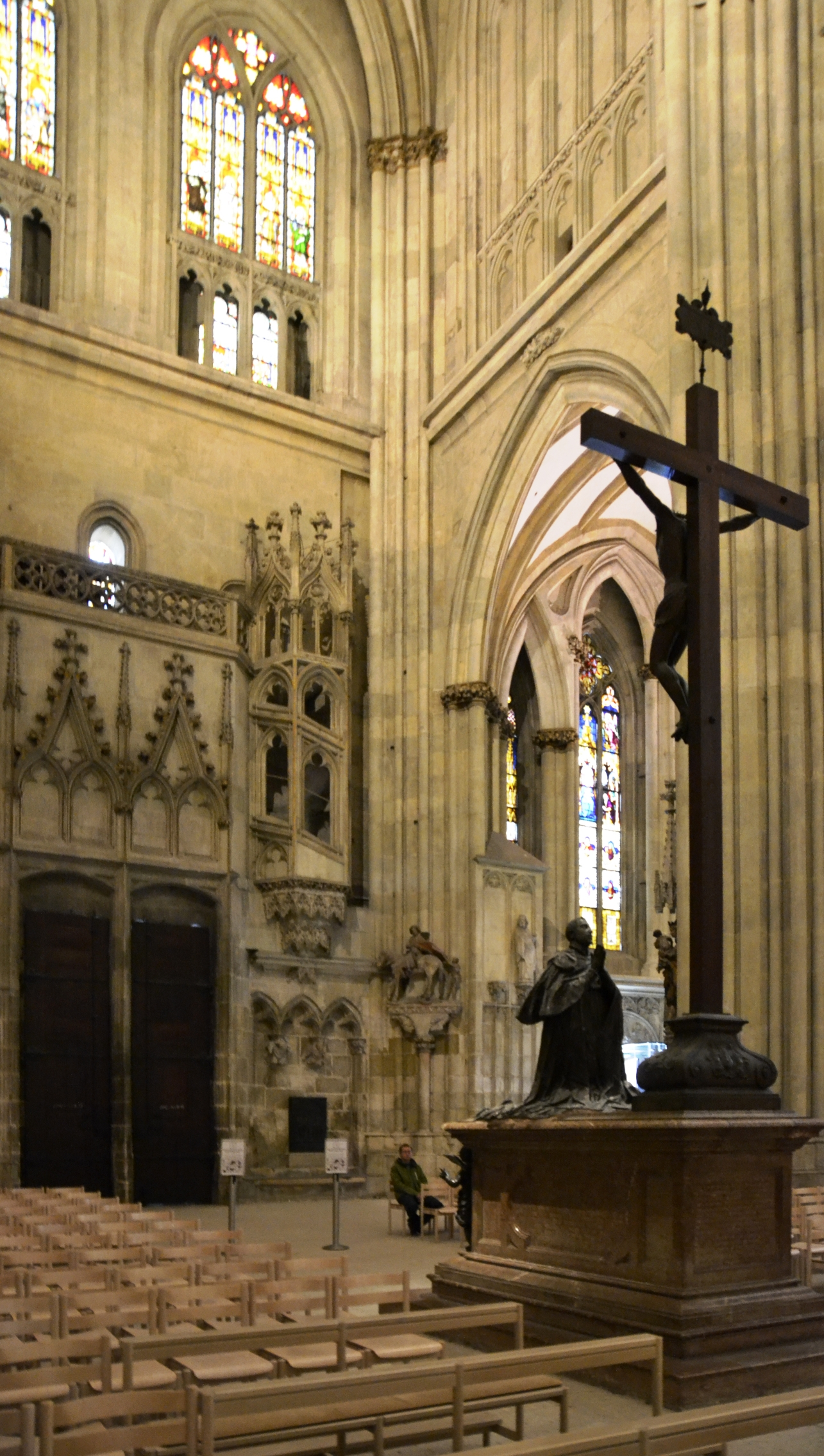
Philipp Wilhelm von Bayern bíboros síremléke

### A középső kórus, a főoltár és a négyezet

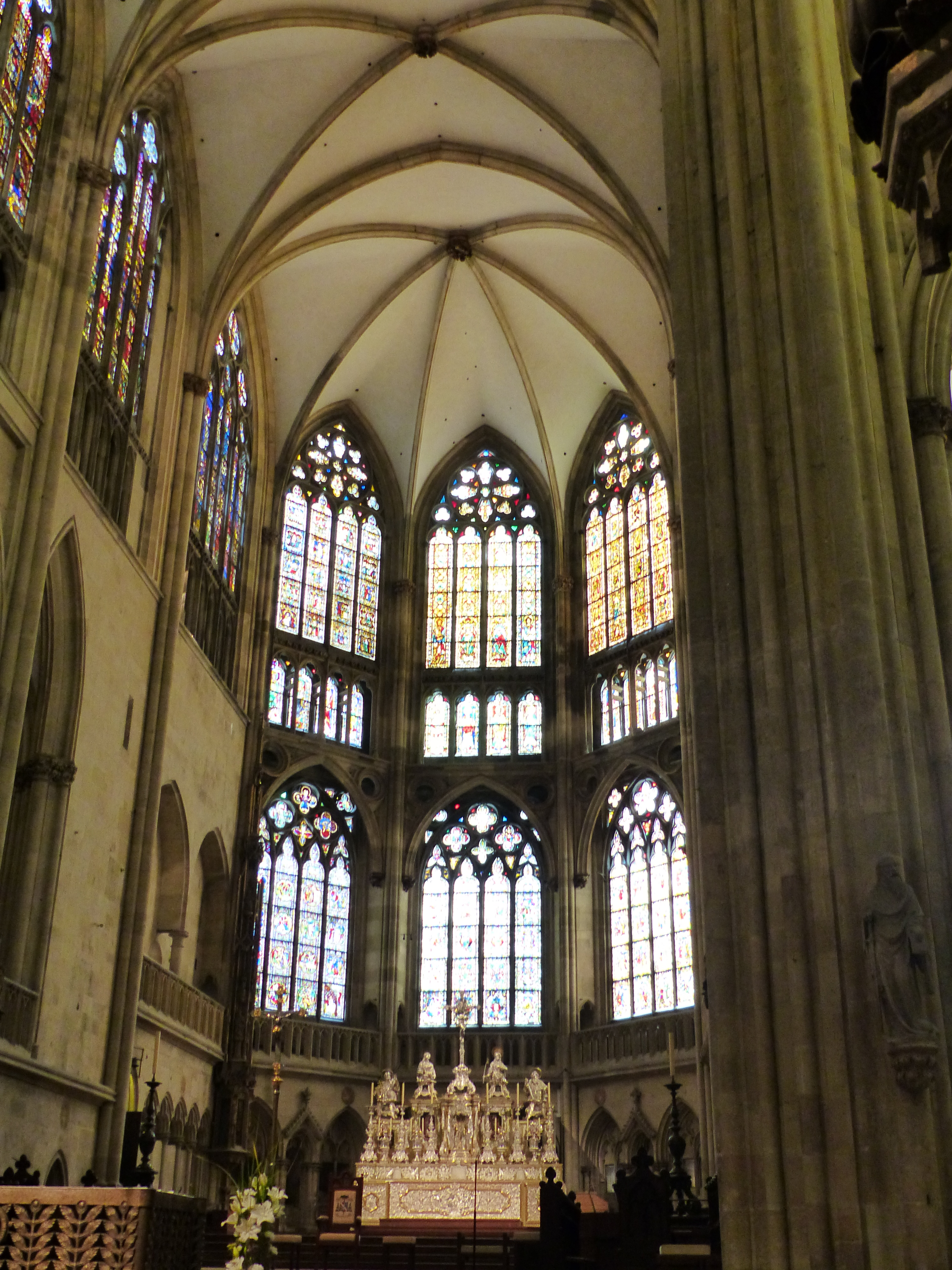
A kórus hármas ablakrendszere

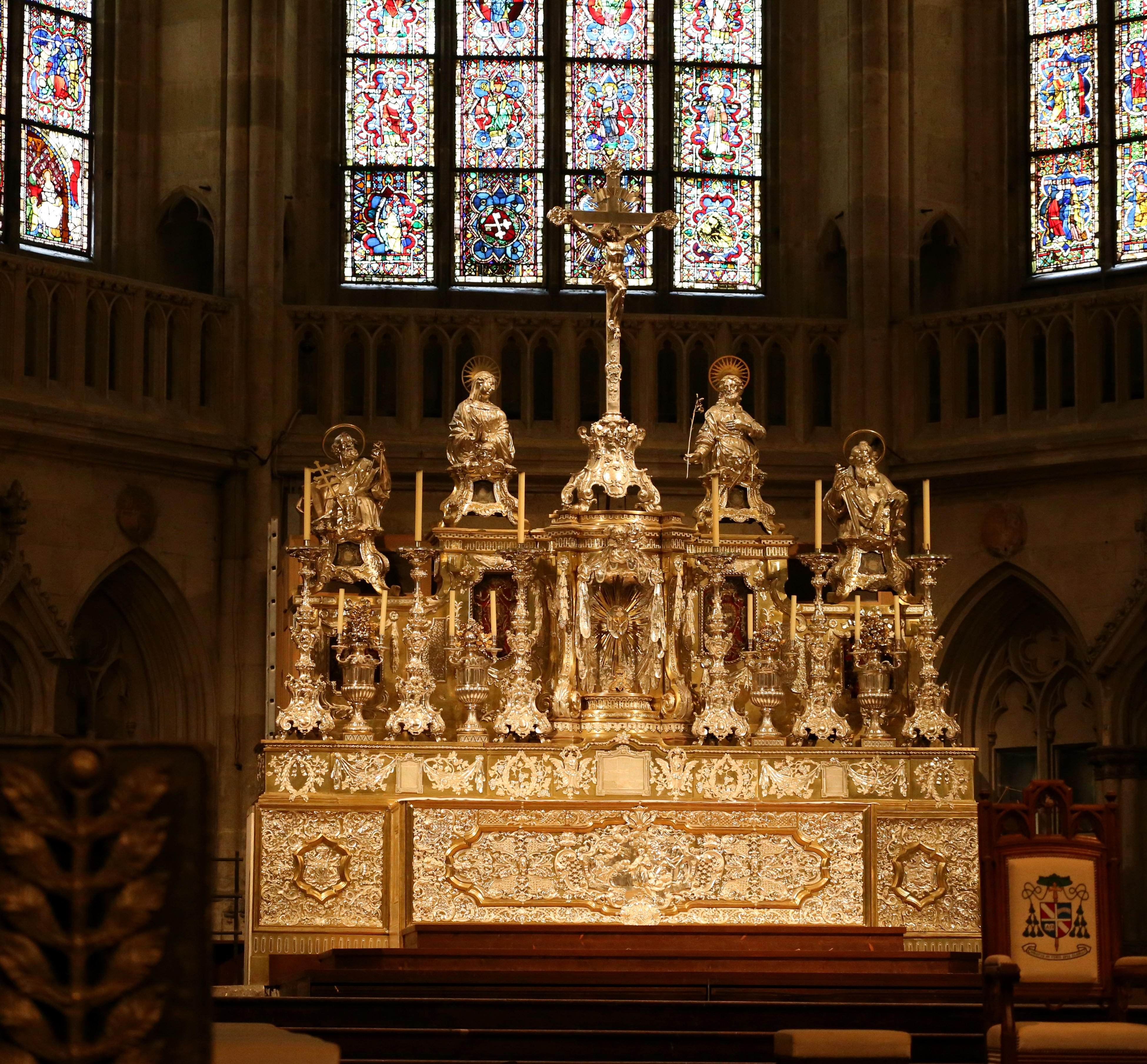
A főoltár

#### A kórus
A középső kórus fókuszpontja és legfeltűnőbb része a hátsó és oldalsó falakon kialakított hármas ablakrendszer. Az ablakok nem egy síkban helyezkednek el, az alsó sor az oltártól kicsit messzebb a felső sor közelebb áll. Közöttük a trifórium sávja is kisméretű ablakokból áll. A kórus összes ablaka eredeti, megközelítőleg 1300 és 1375 között készültek. A főoltár fölött az alsó sor középső ablaka -Nicolaus von Ybbs püspök adománya- jeleneteket ábrázol Jézus gyermekkorából és szentek életéből. A többi befolyásos egyházi személyek és tehetős polgárok adományai, akik így kívánták megőrizni emlékezetüket az utókor számára. Az alsó sor bal oldali ablaka, ami 1315 és 1320 között készülhetett Szent Péter és Szent Pál életét mutatja be, valamint apostolok mártíromságát. A jobb oldali nagyjából vele egy időben elhelyezett ablakon egy Bajorországban is népszerű jelenetet, Krisztus családját ábrázolák, valamint Szent Anna, Szent Joachim, Szűz Mária és Szent József történetét.
A trifórium ablakai teljes alakos szentekkel valamikor 1300 és 1330 közé datálhatók. A felső sor középső ablaka a legrégebbiek közé tartozik (1300 körül) és nagyrészt ornamentális díszítésű. Mellette a bal oldali ablak Krisztus szenvedéstörténetét mutatja be (1312 és 1320 között), a jobb oldalin a tizennégy segítőszent látható (nem sokkal 1304 után). A felső ablaksor öt részből áll, a szélsők, a katedrális legszebb ablakai valamikor 1360 és 1375 között készültek. Ezeken egyes részeiken átívelő nagyméretű jelenetekben mesélik el Krisztus születését, a Háromkirályok imádását, Krisztus mennybemenetelét és Mária halálát.

#### A főoltár
Látszólagos egységes kinézete ellenére az ezüst főoltár csak megközelítőleg száz éve nyerte el ma is látható alakját. Egyes részei az alábbi sorrendben készültek: Mária és József mellszobrai (1695 - 1696), an antependium Nepomuki Szent János domborművével (1731), Szent Péter és Szent Pál mellszobrai (1764), Anton Ignaz von Függer adománya a feszület és a hat gyertyatartó (1769 és 1787 között), végül a retabló (1784–1785), amelyre Anton Ignaz püspök ötezer guldent költött. Az oltárra fordított további tízezer guldent a káptalan biztosította a katedrális kincstárában található műtárgyak egy részének beolvasztásával. A főoltár minden elemét augsburgi művészek készítették, a munka legnagyobb részét Ignaz Bauer ékszerész.
1839-ben a főoltár mögé egy orgonát süllyesztettek a padlóba, ezt 1988-ban egy újabb orgonára cserélték. 2009-ben az északi kereszthajó falára egy új, nagyméretű orgonát helyeztek el, azóta a két hangszer egyszerre is megszólaltatható. A főoltártól balra kapott helyet a szentségtartó, amit eredetileg egy kisméretű, szabadon álló, késő gótikus stílusú épületelemnek terveztek, de az építkezés során végül közvetlenül a fal mellé került, majd később egy karcsú, magas felépítménnyel látták el. Belevésett készítési dátuma mellett (1493) az adományozó Georg van Preysing kanonok címere és a kivitelező Roriczerek kézjegye látható. Egyes elemeit a barokk korban eltávolították majd a 19. században újabb darabokkal egészítették ki.  

#### A négyezet
A katedrális négyezetét vastag pillérkötegek szegélyezik, a tervek szerint ezek tartották volna a fölöttük emelkedő központi torony súlyát. A toronynak azonban csak a nyolcszög alakú alapja készült el, ez máig megmaradt a négyezet 19. századi bordás mennyezete fölött. A pillérek kereszthajó felőli oldalára apostolok szobrait helyezték el, Szent Jakab és Szent Bertalan szobra 1370 körül, Szent Pálé 1370 és 1380 között, míg Szent Péter alakja, ami a legrégebbi, 1320 körül kerülhetett a helyére. A katedrális patrónusának ez utóbbi ábrázolása az érett gótika egyik kiemelkedő műve. A két nyugati pillér belső oldalán az angyali üdvözlet életnagyságúnál nagyobb két alakja kapott helyet. A szoborcsoport 1285 körülre datálható és az úgynevezett Erminold mester munkája. Az alakok eredetileg a kórusban kétoldalt a falon helyezkedtek el, a rögzítésükre használt kampók még ma is a helyükön vannak. Erminold mester műhelye 1283 előtt, de már az is lehet, hogy az 1270-es évek vége felé költözött Regensburgba. Korai munkái egyike egy mosolygó szerzetest ábrázoló alak amit a kórusban fedeztek fel, miután áthelyezték az orgonát. Legfontosabb alkotásai azonban az angyali üdvözlet és Szent Péter ülő szobra. Ez utóbbi eredetileg szintén a katedrálisban volt, jelenleg a város történeti múzeumában őrzik. Szobrainak jellegzetességei a mindent eltakaró nehéz drapériák, a mosolygós, derűs arckifejezés és a barokkosan göndör hajtincsek. A mester feltételezhetően élete végéig a városban maradt, erre bizonyíték lehet, hogy egy 1306-ból származó végrendelet feltételezhetően az övé volt. Az angyali üdvözlet két szobrára az érzelmek erőteljes kifejezése jellemző Máriára elsősorban a védekezés és egy bizonyos fokú félénkség, míg az angyalra az impulzivitás és az öröm. A mosolygó angyal figurája az idők során a város jelképévé vált. 

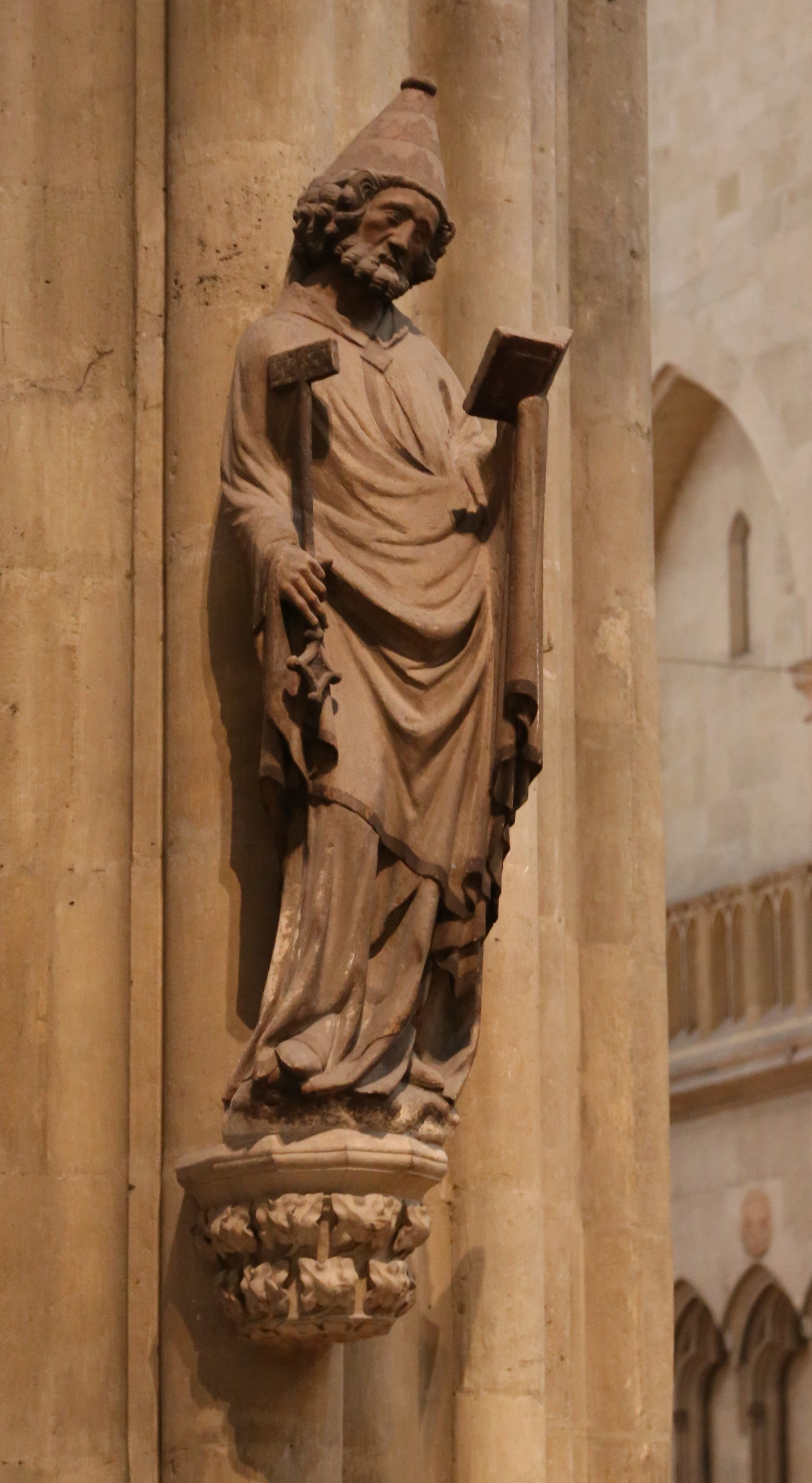
Apostolok szobrai a négyezet pillérein
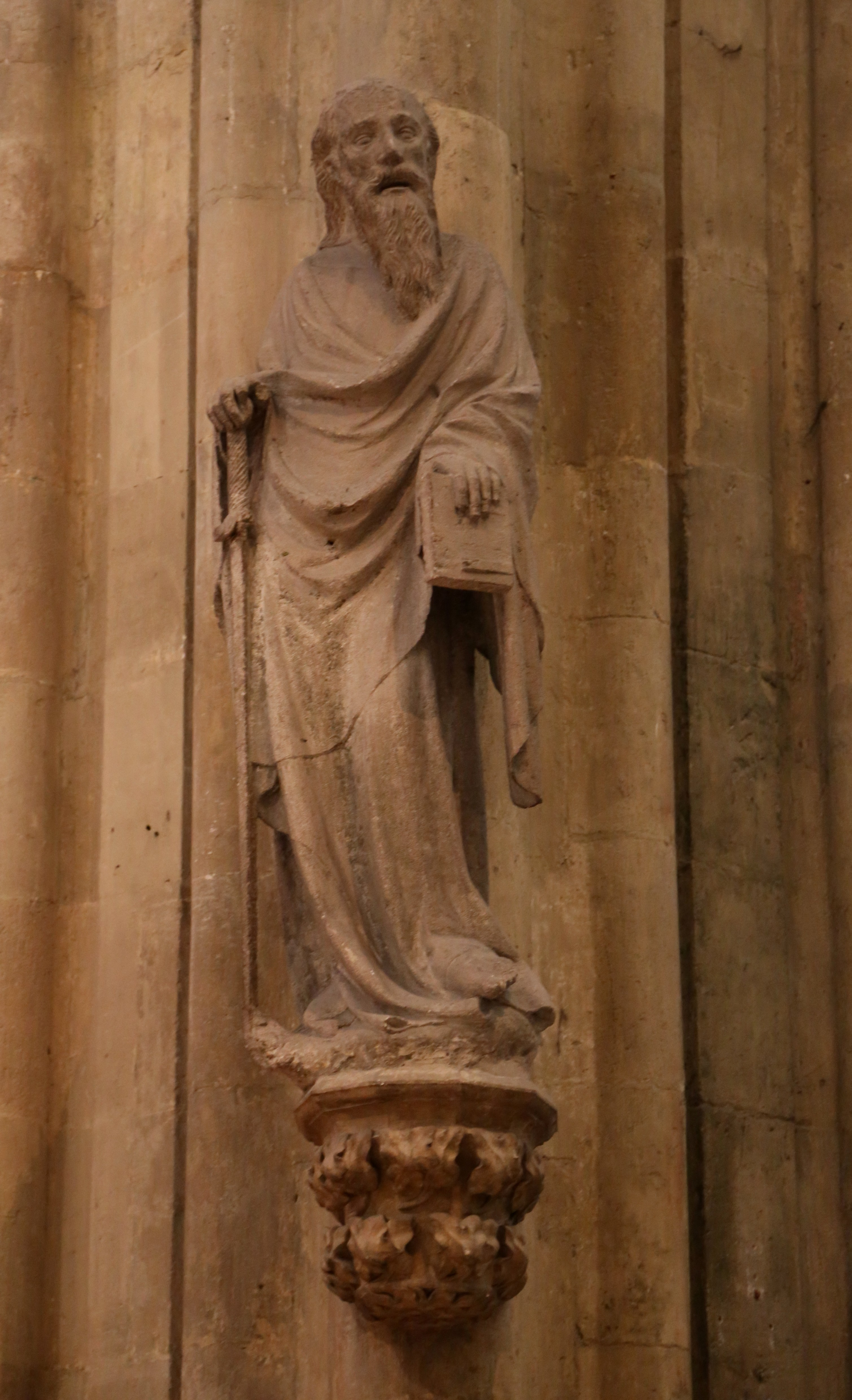
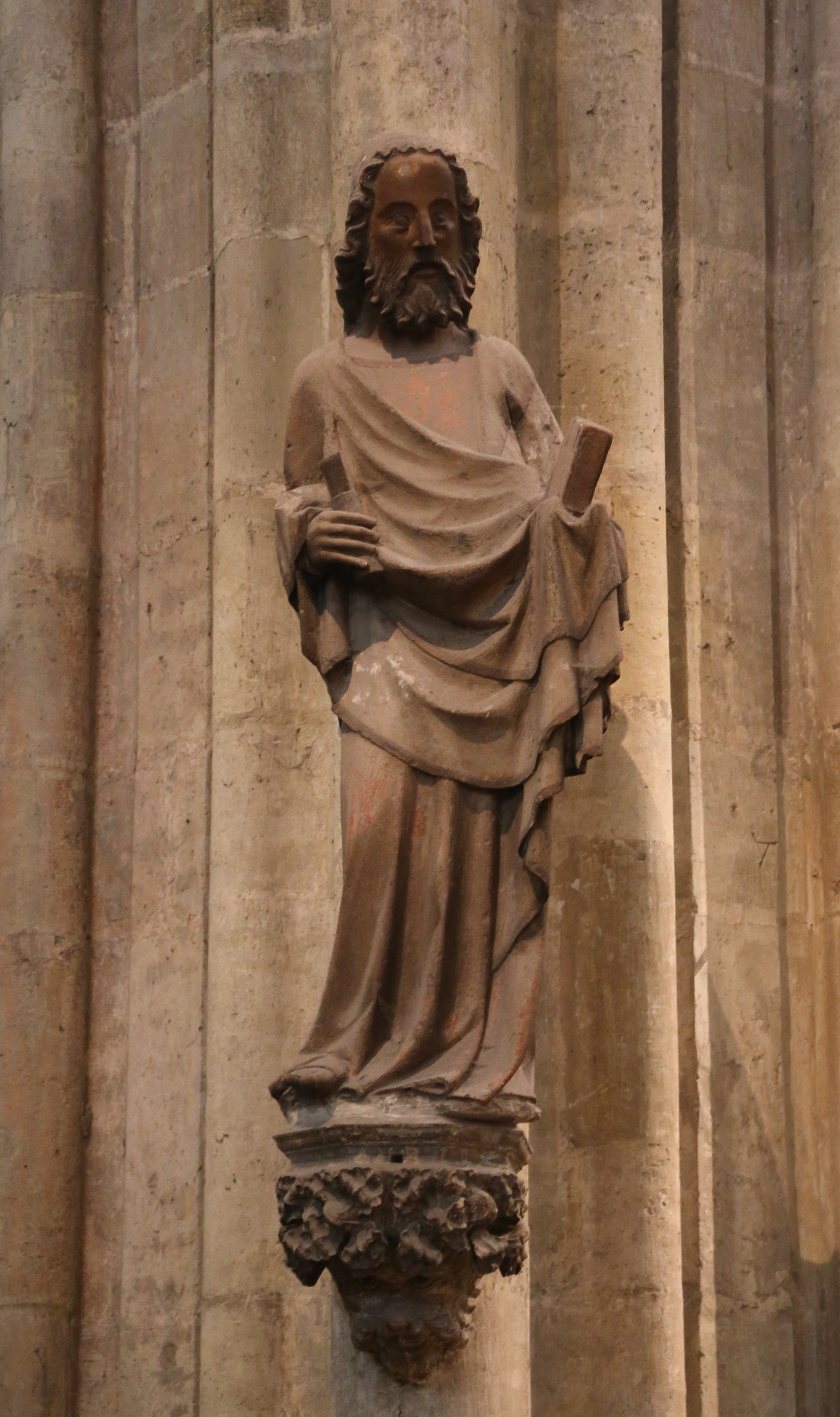
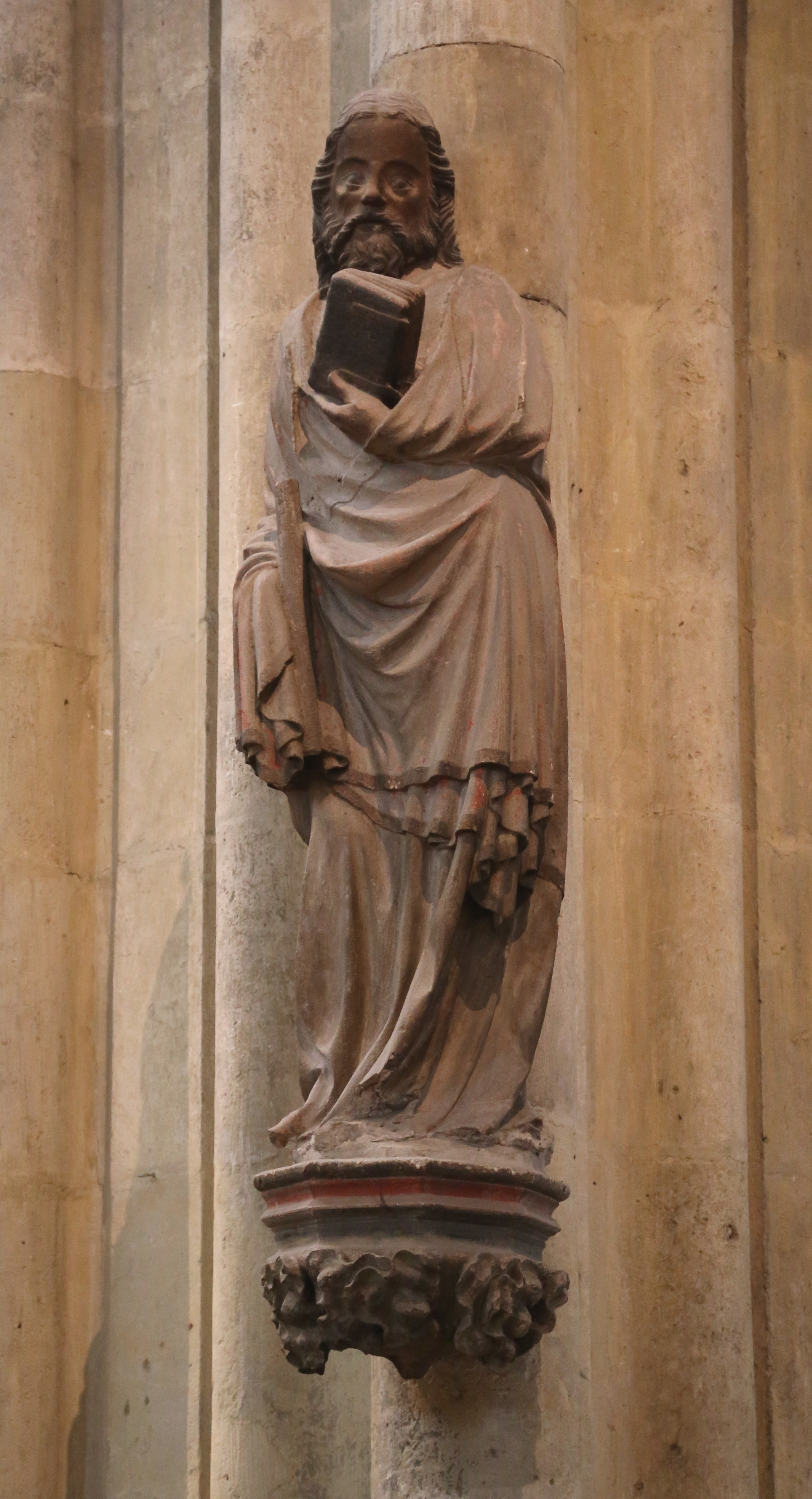
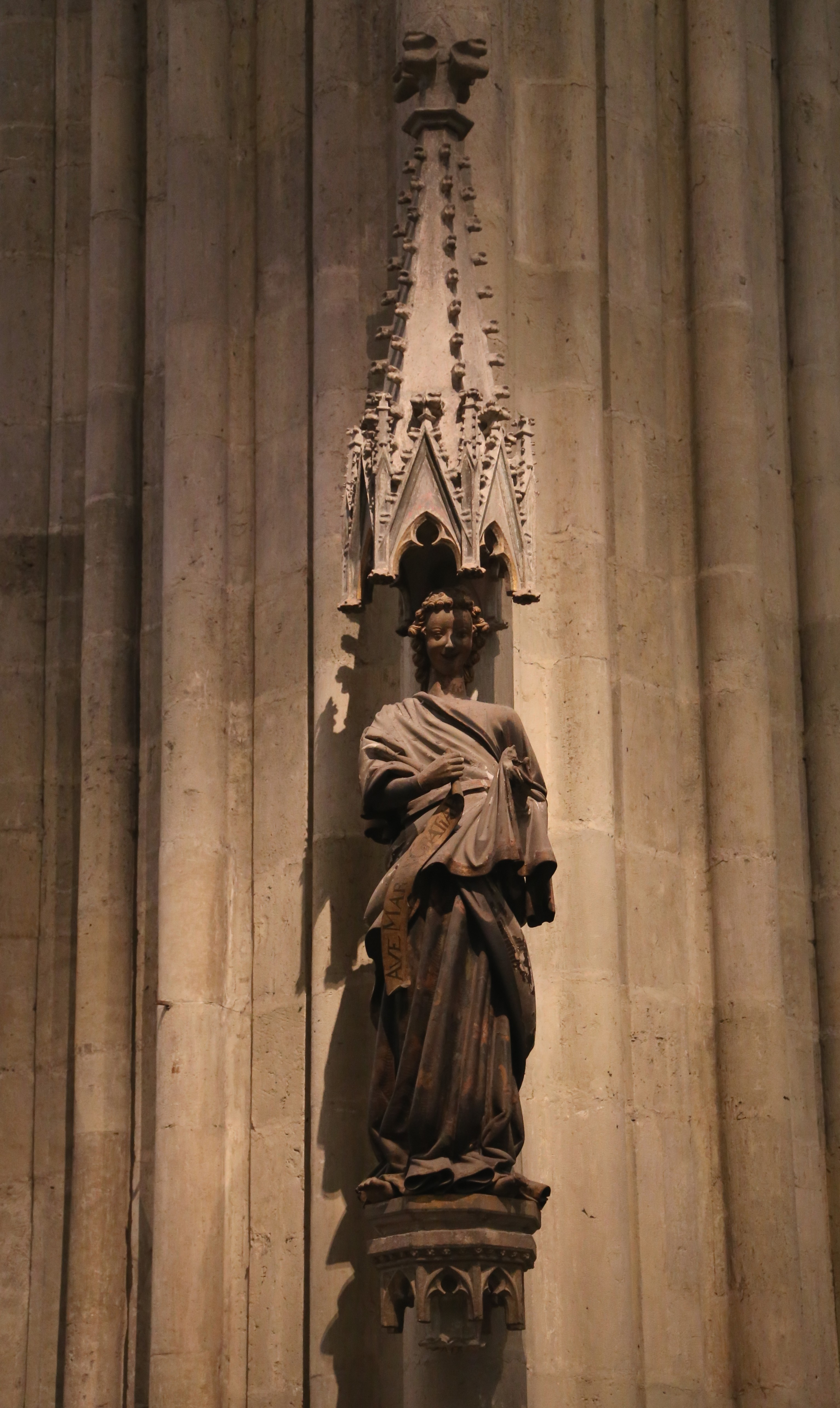
És az angyali üdvözlet
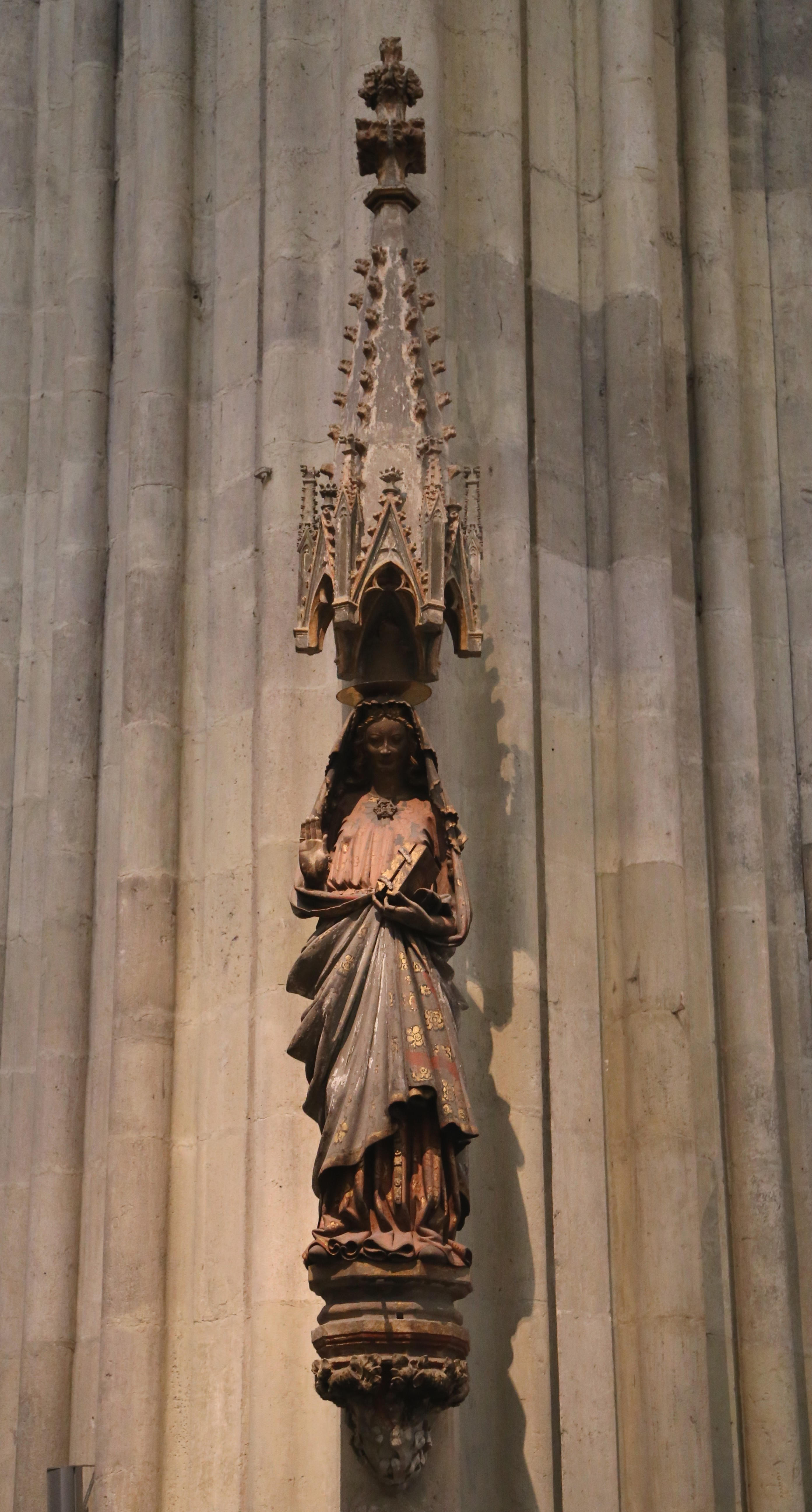

### Déli kórus, kereszt-, és oldalhajó

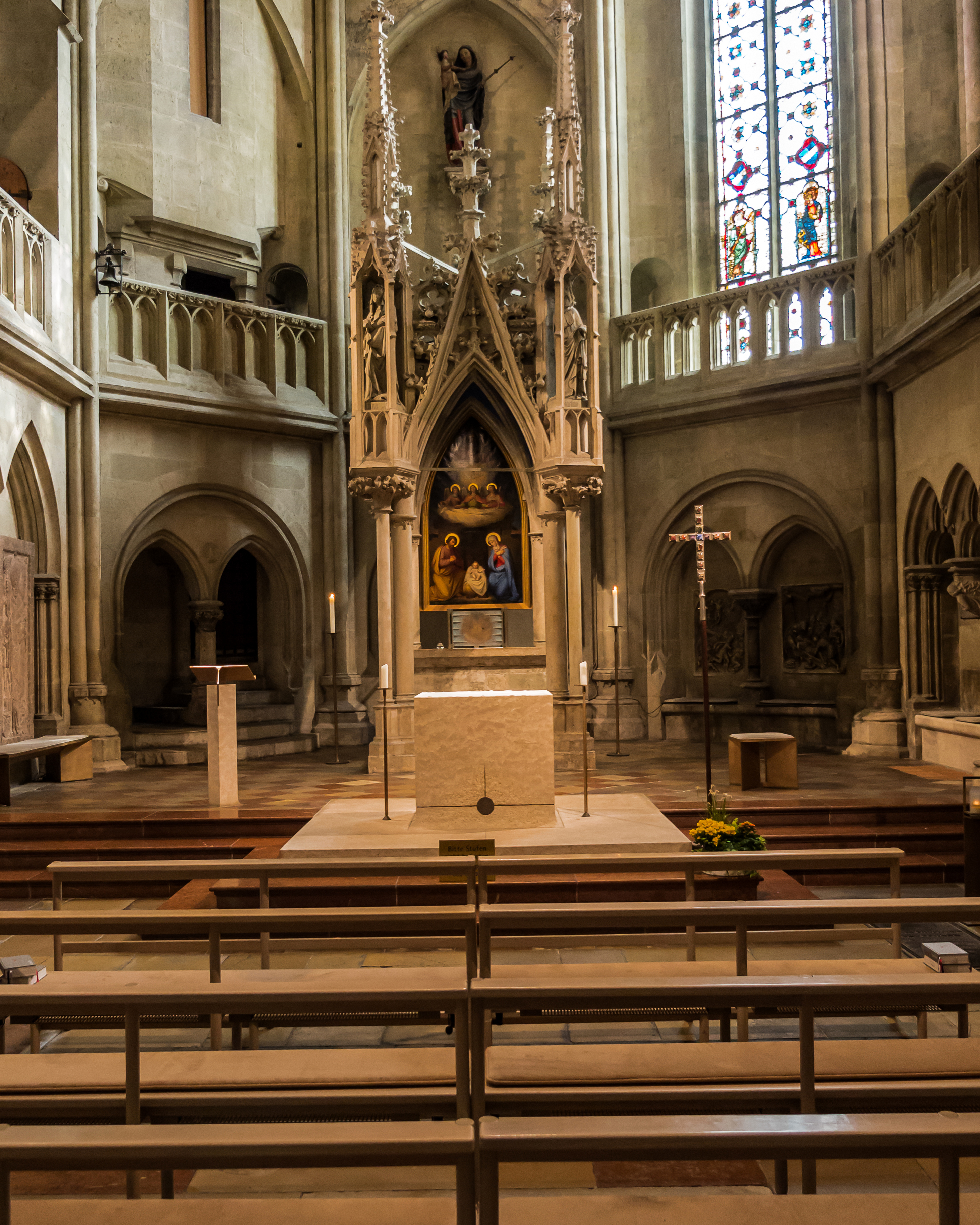
A jobb oldali kórus

A déli kórus egyike volt a legkorábban elkészült épületrészeknek, a 13. század végén már boltozat védte. A tervek változása miatt az oszlopok és az archaikus, egyszerű oszlopfők elrendezése nem egységes. A kórusban elhelyezett baldachinos Születés oltára a 15. század első évtizedeire datálható és egyike a katedrális fennmaradó öt gótikus oltárának. Mai nevét Hans Kranzberger 1838-ban elkészült oltárképéről kapta. Az oltárt ugyanaz a műhely készítette amelyik nem sokkal korábban a katedrális főbejáratán is dolgozott. Az oltár fölött látható Madonna a Gyermekkel szobor 1320 körül készült. A kórust 2004-ben újraszentelték és egy vasráccsal különítették el a kereszthajótól. A mennyezetről lelógó ezüst lámpa 1698-ból származik, a regensburgi aranyműves Andreas Haller alkotása. A kórus bal oldali falán püspökök síremlékét helyezték el, közülük művészileg kiemelkedik Johann Michael van Salier püspök 19. századi emlékműve, I. Lajos bajor király ajándéka, a müncheni szobrász Konrad Eberhard munkája. A kórus két ikerablaka nem sokkal 1300 előtt került a helyére, ezek a katedrális legrégebbi fennmaradt gótikus stílusú ablakai.
A déli kereszthajó falának díszítését aprólékosan megtervezték, ablakai Jézus családfáját, az angyali üdvözletet, Jézus születését és keresztre feszítését ábrázolják. A nagyméretű kilencrészes ablakot 1330-ra fejezhették be, míg a trifórium sávjában látható ablakok 1230-ra datálhatók. Ez utóbbiak késő román stílusúak és még a korábbi katedrálisból származnak.
A déli oldalhajó legfeltűnőbb eleme egy körülbelül 1335-ből való baldachinos oltár a második boltszakaszban, a baldachin sarkain az angyali üdvözlet ábrázolásával. A két szobor az Ermiold mester által faragott szoborcsoport leegyszerűsített újraértelmezése. Az oltár jellegzetessége, hogy nem egy hagyományos oltárkép van rajta, hanem egy 1420 körül készített kisméretű Mária a Gyermekkel szobor. A negyedik boltszakaszban kapott helyet a templom védőszentjének, Szent Péternek a szobra, az alakot takaró bonyolult redőzetű drapéria az 1420-as évek szobrászatának jellegzetes példája. A nyugati fal melletti boltszakasz falába emléktáblákat építettek közülük figyelemre méltó Ursula Aquila 1547-ből való groteszk és allegorikus figurákkal díszített fehér márvány emlékműve. Az oldalhajó kifinomult színösszeállítású üvegablakai 1325 és 1370 között készültek és szenteket, apostolokat, egyházatyákat ábrázolnak, valamint jeleneteket Szent Krisztina, Szent Leonard, Szent Katalin, Szent Margit és Szűz Mária életéből. A menekülés Egyiptomban jeleneten egy kék szamár látható, ez a figura az idők során a katedrális egyik jelképévé vált.

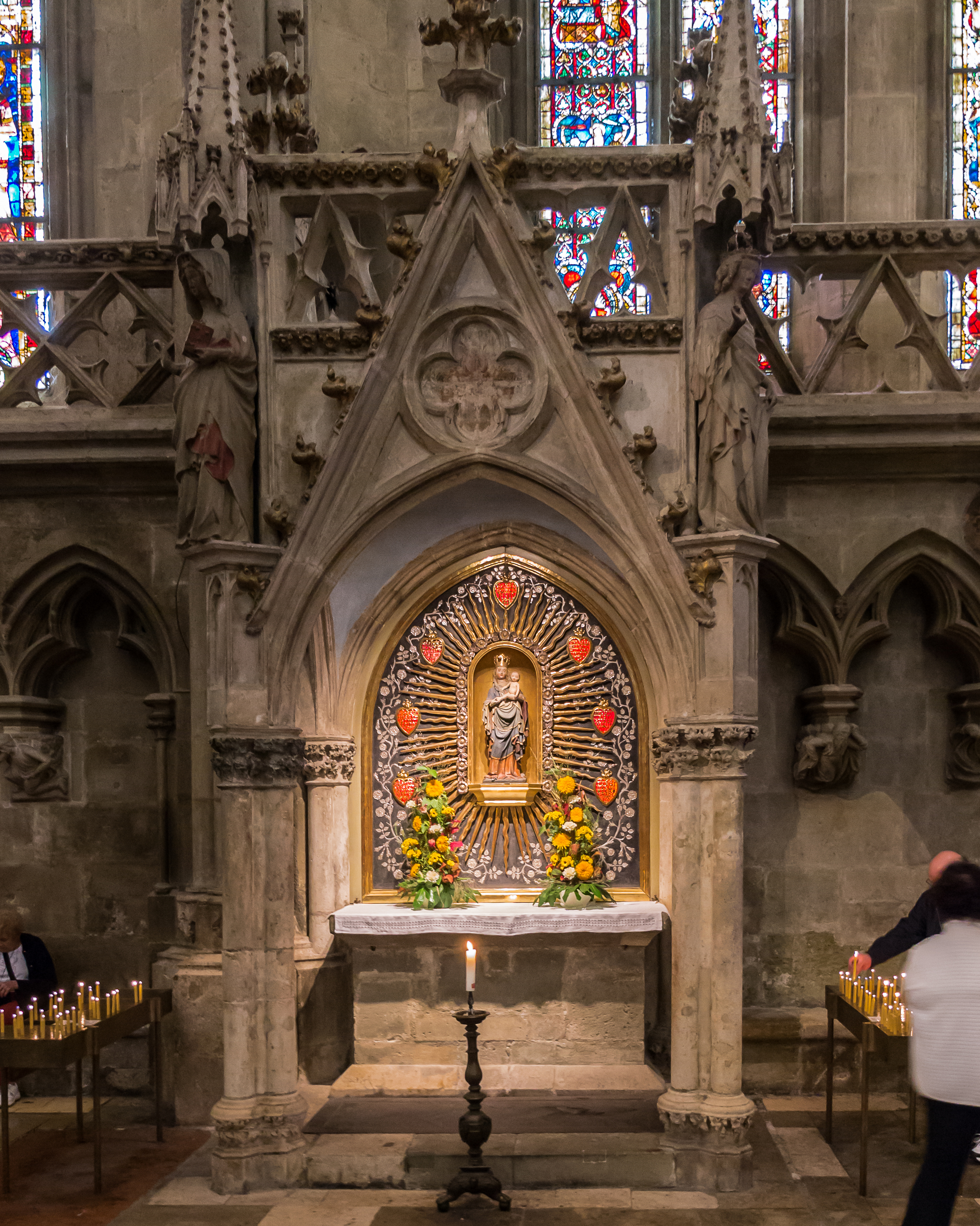
Angyali üdvözlet oltár
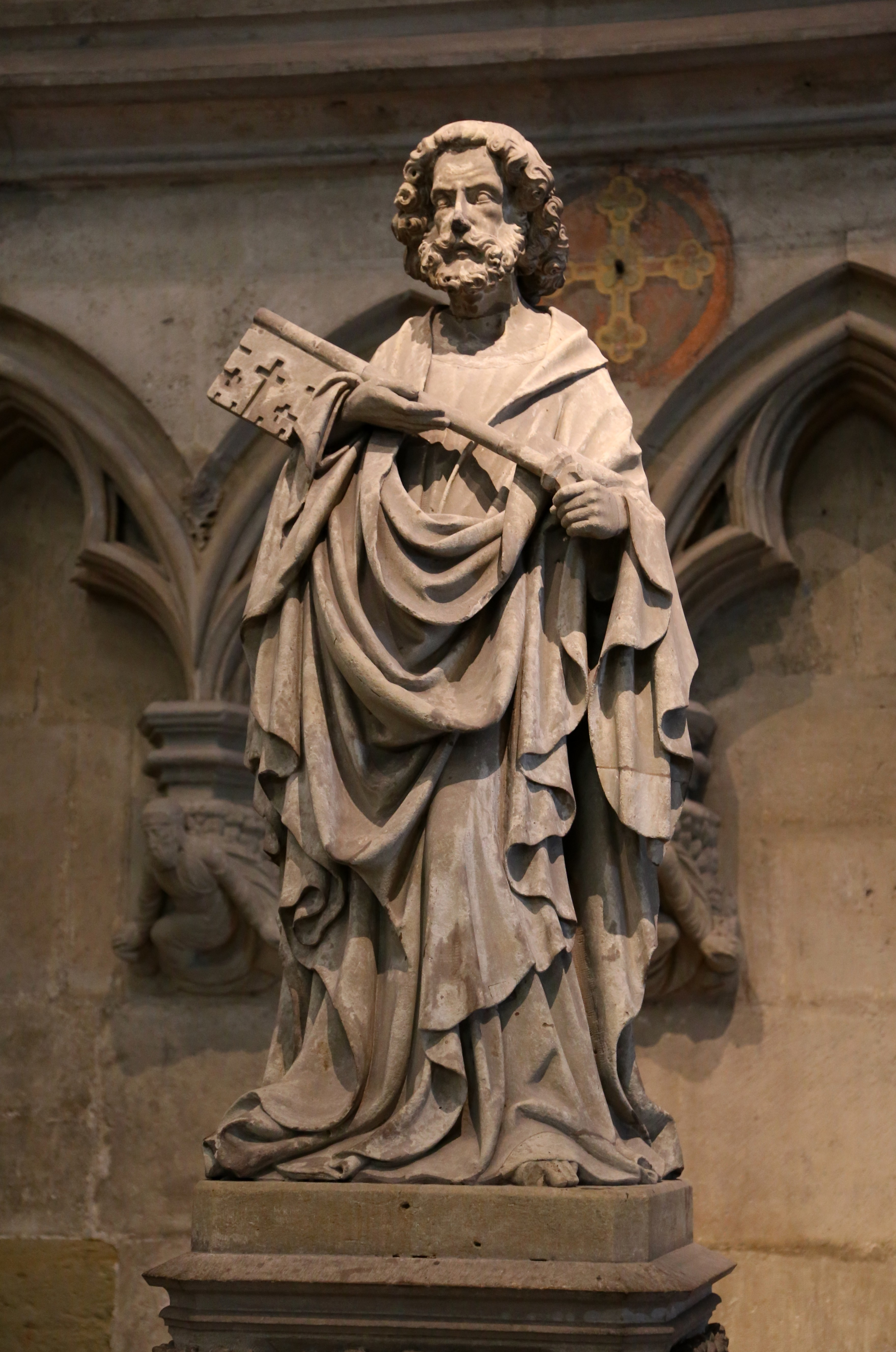
Szent Péter

### Az északi kórus, kereszt- és oldalhajó

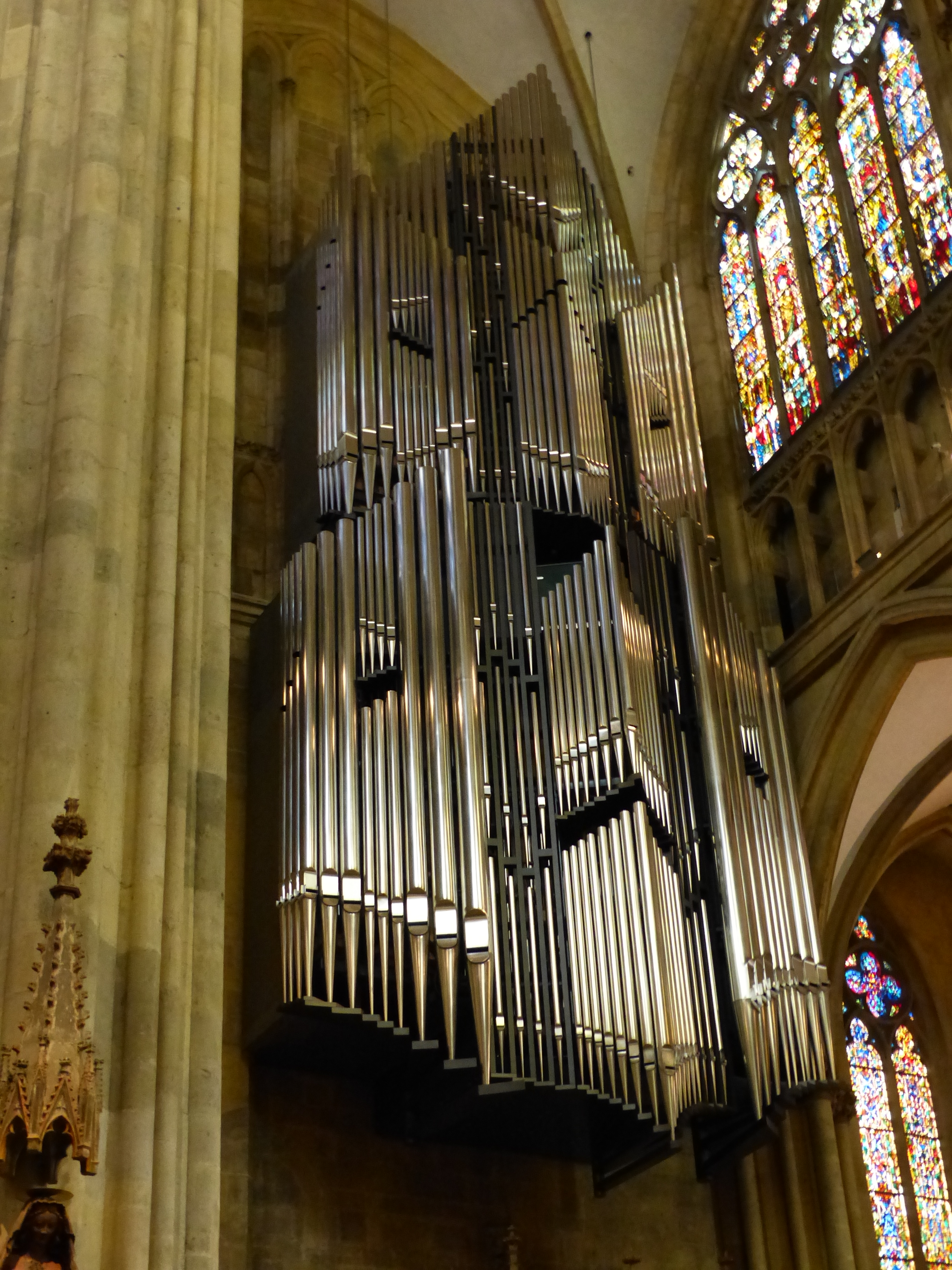
A katedrális orgonája

Az északi kórus 1420 körülre keltezhető, kifinomult díszítésű baldachinos oltárát Szent Orsolyának ajánlották. Az oltáron lévő nem sokkal 1440 után készült dombormű Szent Orsolya mártíromságát, az angyali üdvözletet és az adományozót, az 1440-ben elhunyt Wolfhard Wölfelt ábrázolja. A kórus síremlékei közül Heinrich von Absberg püspök (1465–1492) emléktábláját egymásba fonódó mészkőágak keretezik. Az oltártól balra felállított Szent Bertalan szobrot 1310 körül faragták. A kórus modern mintázatú de visszafogott üvegablakai a 20. század hatvanas éveiben készültek.
A kereszthajó falánál állították fel a baldachinos Albertus Magnus-oltárt, Konrad Roriczer 1473-ban készült alkotását. Oltárképét Franz Dietrich festette 1932-ben. Az oltár mellől nyílik a katedrális kincstára ahol a 11. és a 20. század között készült ötvösmunkákat és liturgikus tárgyakat őriznek. A közelében állították fel Karl Theodor von Dalberg érsek (1803–1817), a Német-római Birodalom utolsó kancellárjának síremlékét. A neoklasszikus emlékmű Luigi Zandomeneghi munkája. Az Albertus Magnus-oltár fölött négy acélkábel által tartott keretben függ a katedrális 2009-ben elkészült orgonája. A nyolcvan regiszteres négy manuálos orgonának összesen 5871 sípja van. Mellette a trifórium sávjában a két ablak 1330 körül került a helyére, egy-egy apostolt ábrázolnak. A fölöttük lévő két másik ablak 20. századi, Szent Lipótot Luitpold bajor királyi herceg, és Szent Ignácot, Ignaitus von Senestréy püspök védőszentjét ábrázolják.
Az északi oldalhajó figyelemre méltó szobrai közé tartozik a 14. század közepéről származó Mária és Erzsébet találkozása szoborcsoport, ami eredetileg a nyugati homlokzaton volt, de az időjárás annyira károsította, hogy az épület belsejében helyezték el. Fölötte egy királyszobor látható, valószínűleg egy Háromkirályok szoborcsoport megmaradt eleme. Az 1380 körülre datálható szobron felismerhető a Prágai Parler család hatása, ugyanúgy mint a fölötte levő konzolok díszítésén. A fal mellett felállított oltárok közül a nyugat felől az első a 20. században készült, a következő a katedrális öt baldachinos oltára közül a legrégebbi. Az 1320 körül II. Henrik német-római császárnak és feleségének Kunigundának szentelt oltár adományozója valószínűleg Heinrich és Kunigunde von Hohenfels lehetett. A baldachinon Henriket és Kunigundát az adományozók címereivel és a négy evangélistával ábrázolták. Az oltárképet (Salzburgi Rupert megkereszteli Theodo herceget) Ludwig Hailer festette 1839-ben. A második boltszakasz oltárát Szent Mihálynak szentelték, a szent nagyméretű fából faragott szobrát 1490-ben helyezték el rajta. 
Az oldalhajó ablakai a 14. és a 15. században készültek, és a Tizennégy segítő szentet, a Háromkirályokat, Mária halálát, Jézus születését, és az egyházatyákat ábrázolják.

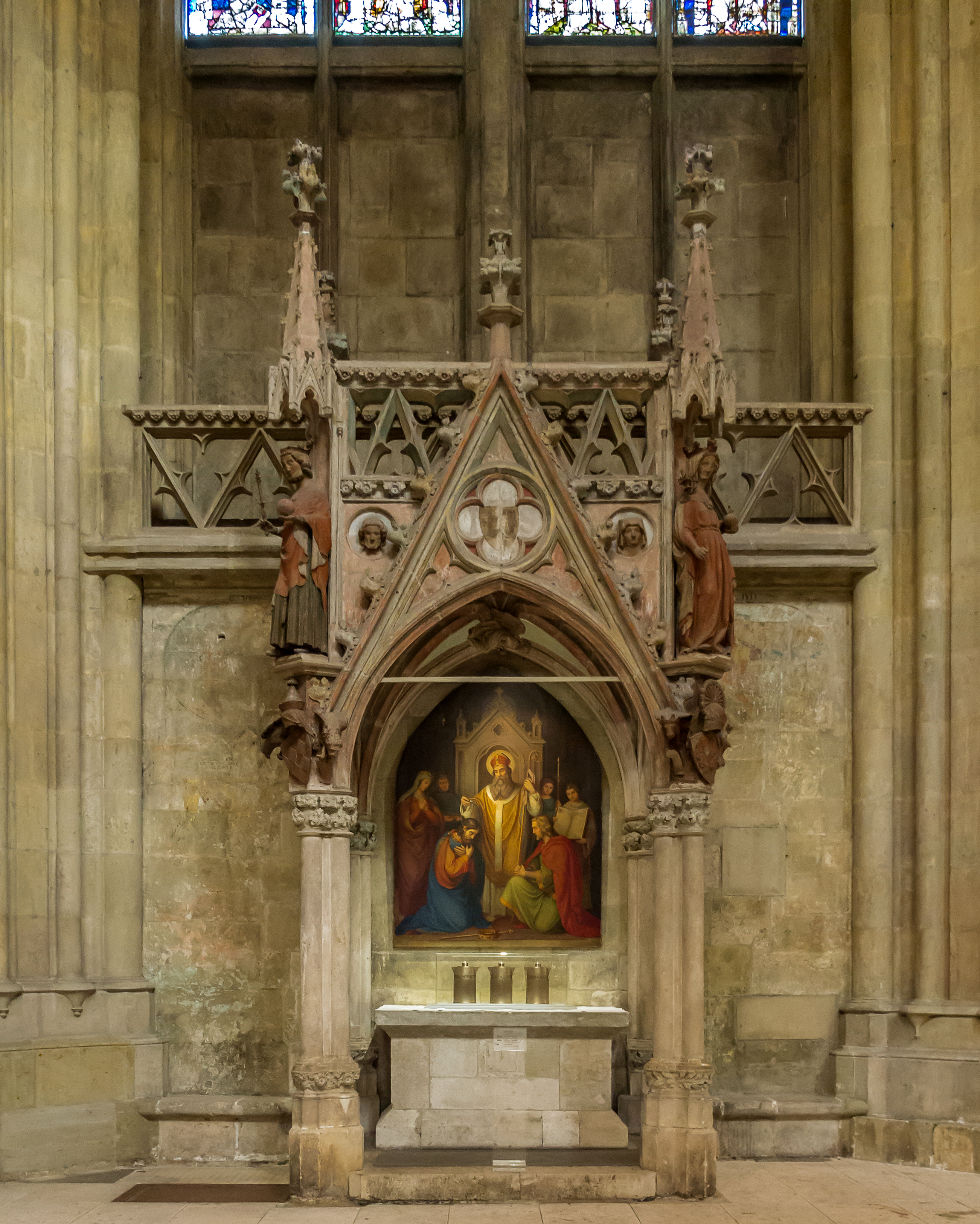
Henrik és Kunigunda oltára
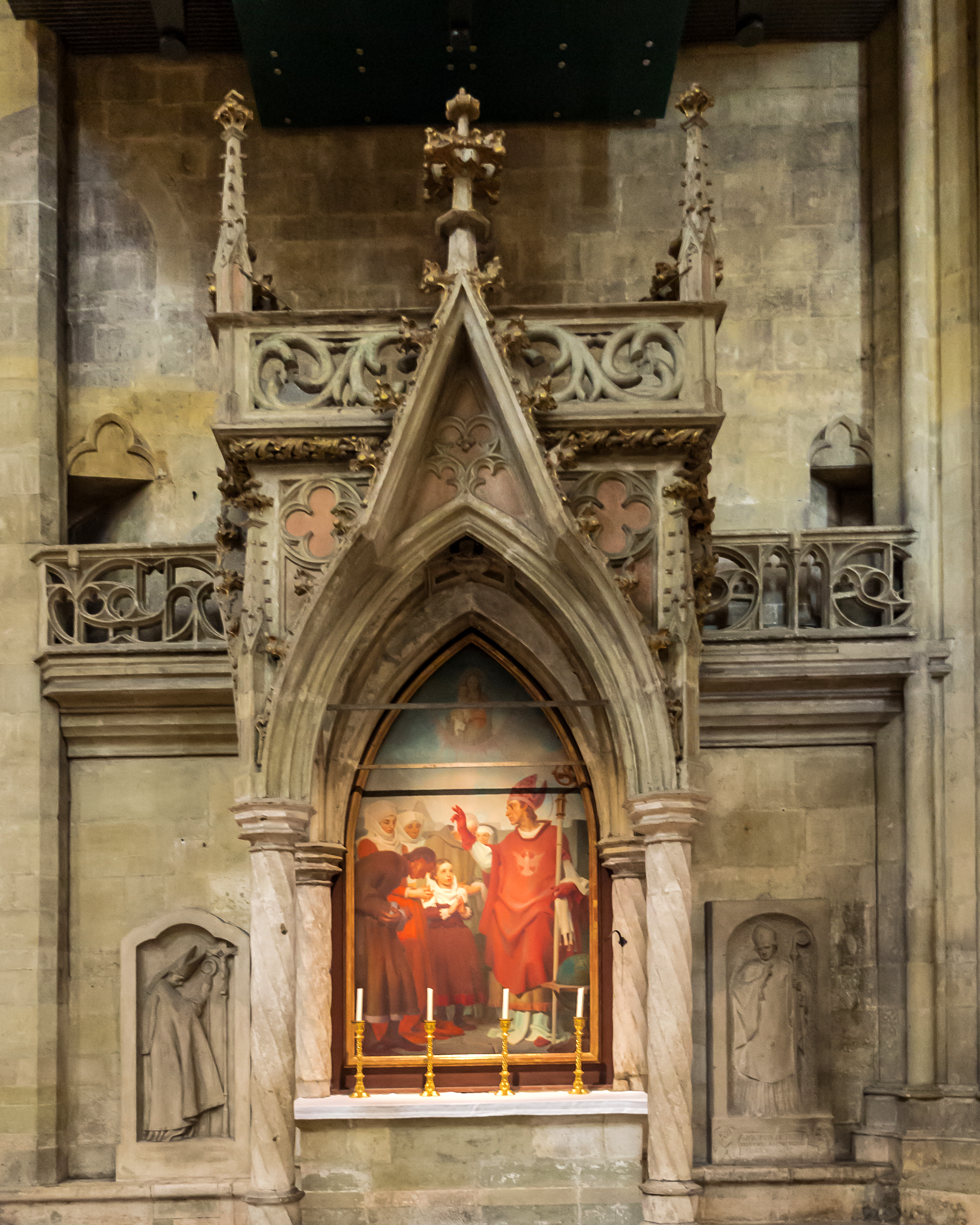
Az Albertus Magnus-oltár
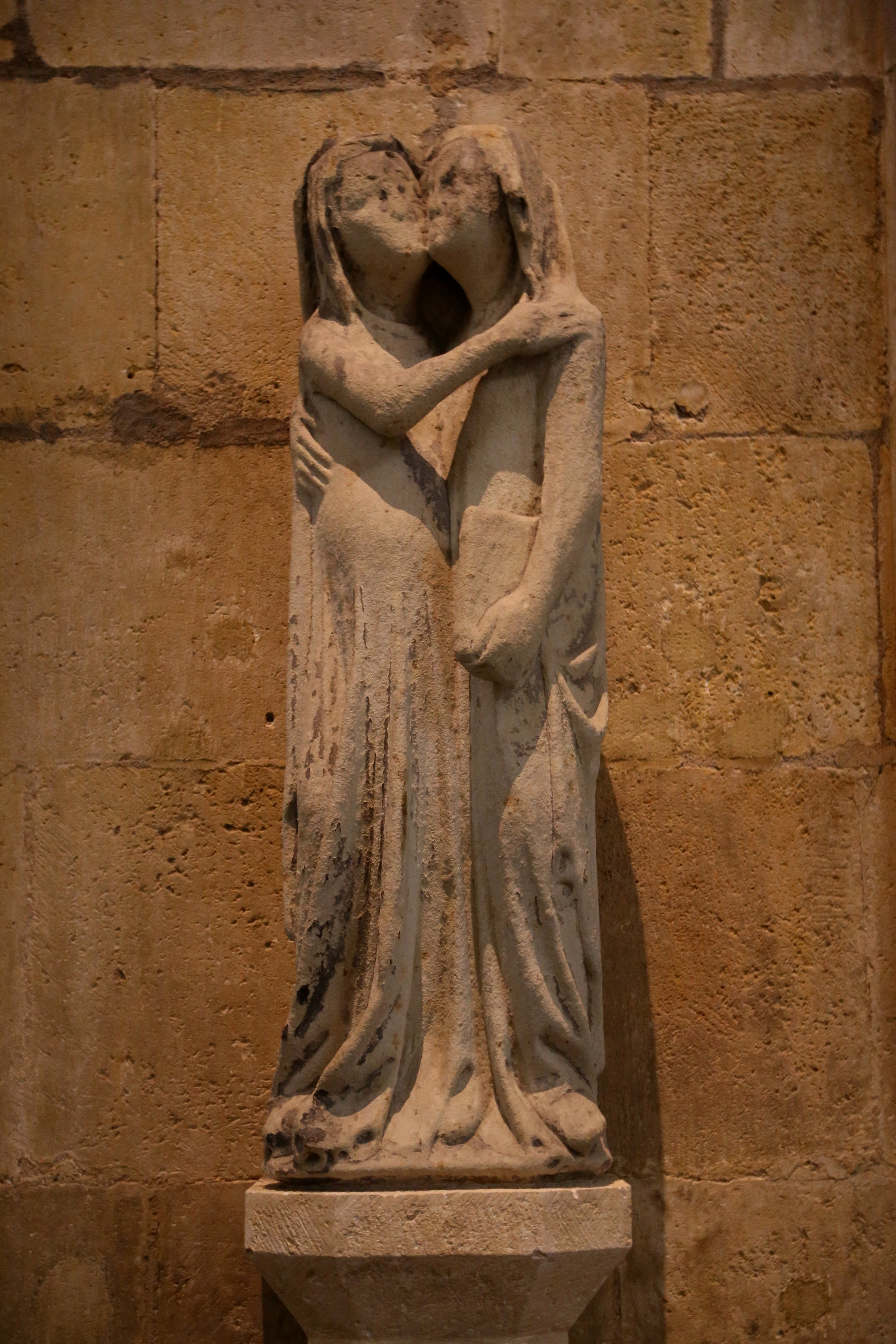
Mária és Erzsébet találkozása

### A kripta
A déli oldalhajó harmadik boltszakaszából nyílik a kripta lejárata, amit a regensburgi püspökök temetkezőhelyének alakítottak ki 1987-ben. A kripta egy egyszerű kápolnából és a sírokat tartalmazó kamrákból áll. Építésekor 1984-ben és 1985-ben régészeti feltárásokat is végeztek, az ekkor előkerült késő román kori, a korábbi katedrális átriumához tartozó épületelemeket, főleg oszlopok és oszlopfők darabjait belefoglalták az új kriptába, úgy, hogy közben láthatóak maradtak. Az egyik átmeneti lezáró fal és egy ajtókeret is fennmaradt a 14. század első harmadából. Ekkor a katedrális csak a második boltszakaszig volt kész és így védték az eső és a hideg ellen. A kriptától délnyugati irányban az 1787-ben elhunyt Annton Ignaz von Fugger püspök temetkezési helyét érintetlenül hagyták. A kripta oltárán a nagyméretű bronz feszület a helyi szobrász Rudolf Koller alkotása.  

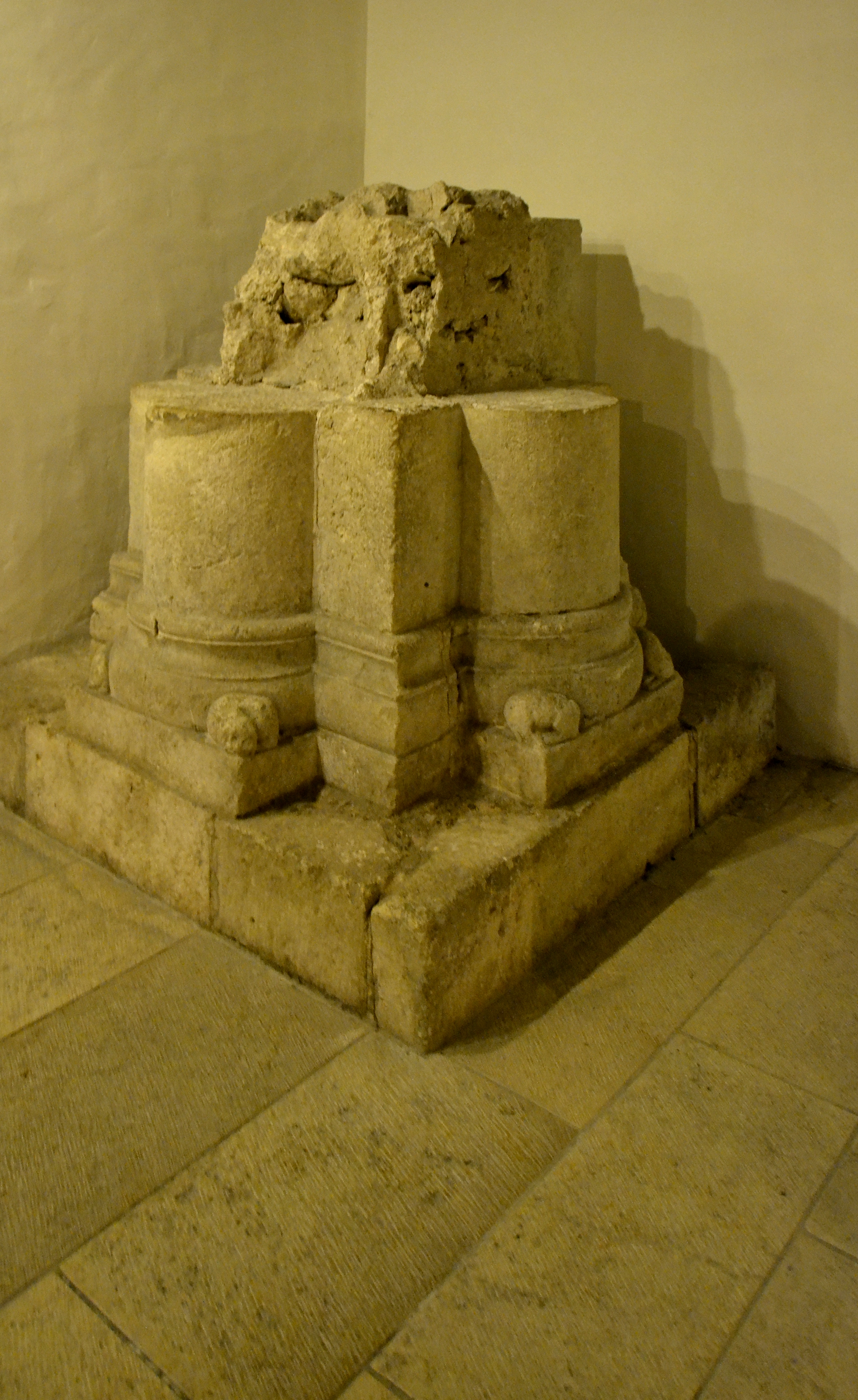
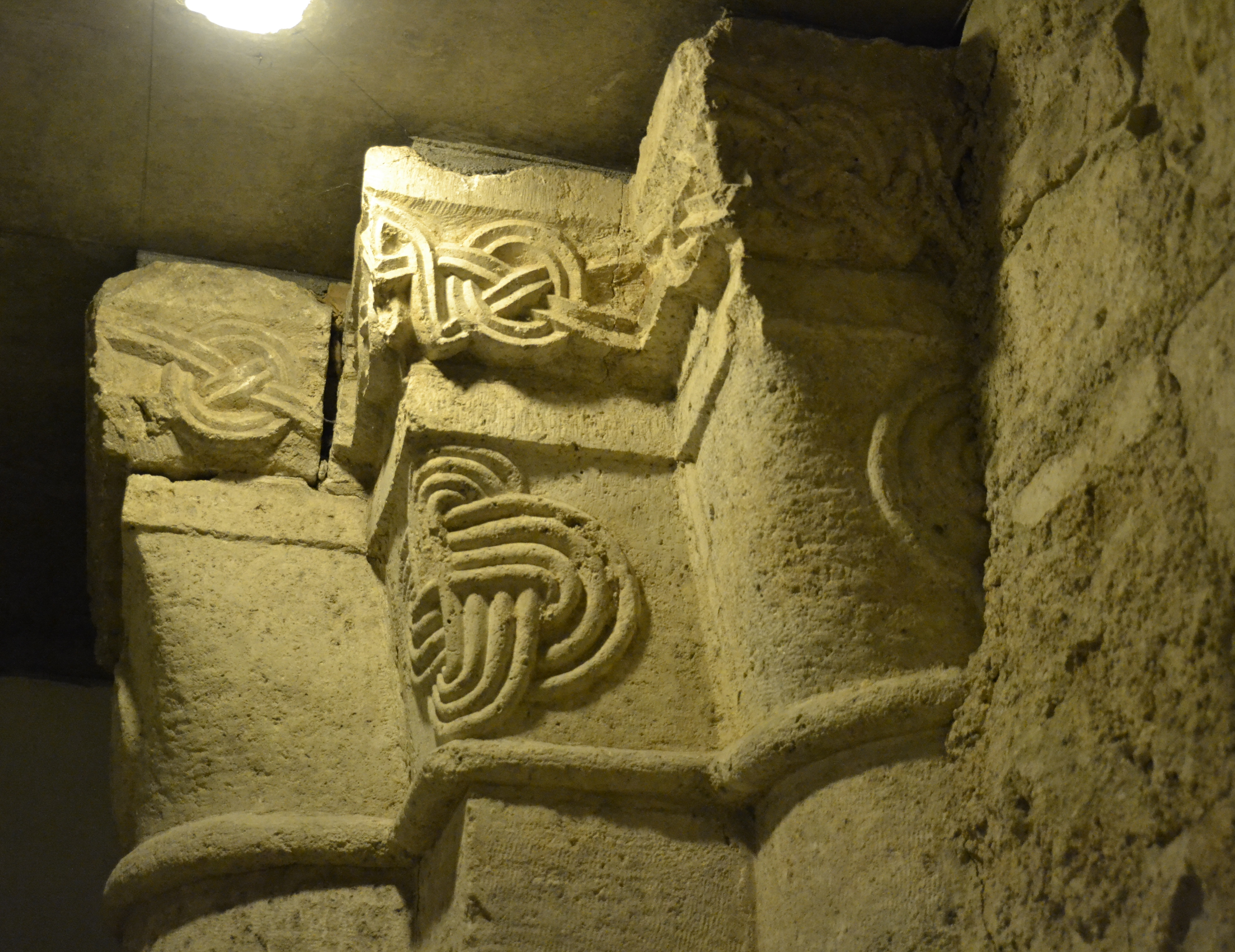
A korábbi, román stílusú épület maradványai a katedrális kriptájában
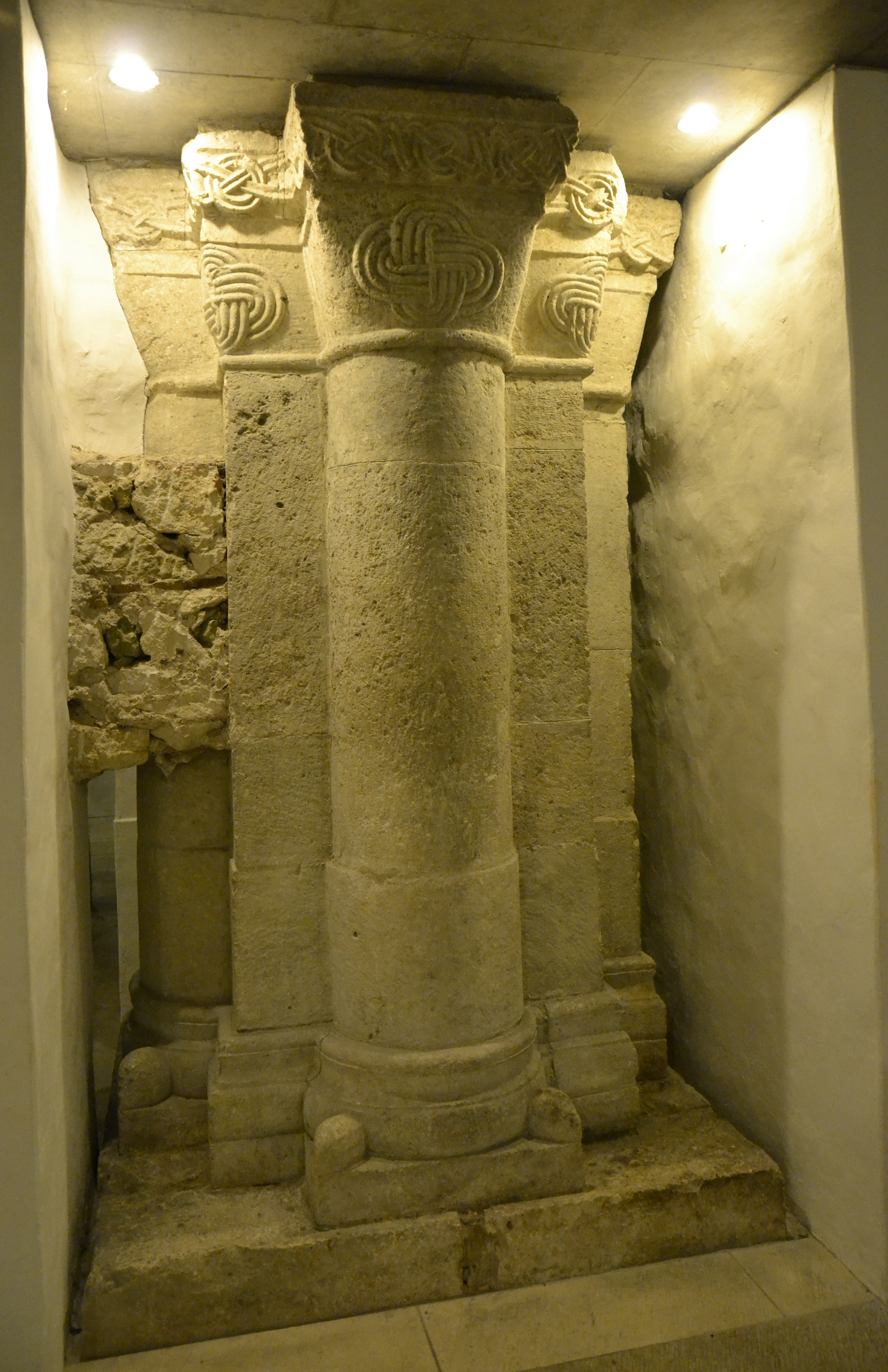

## Harangok

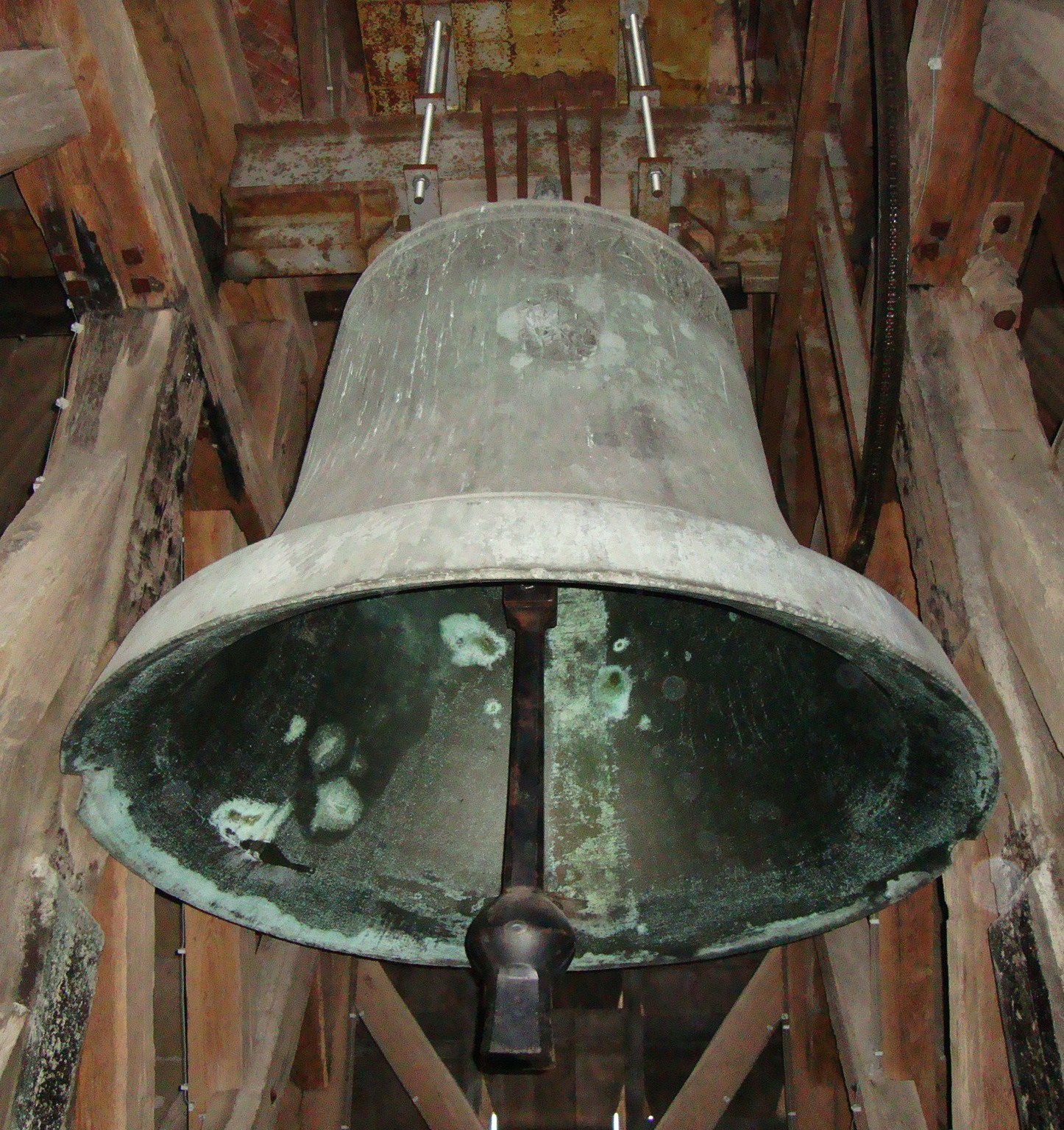
A dóm nagyharangja, az 1696-ban öntött Große Fürstin

A dóm fő harangegyüttese összesen hat darabból áll, és Bajorországban a legmélyebb hangúak közé tartozik. A régi Frauenglocke a déli torony harangszobájában lóg, és csak onnan lehet kötéllel és kézi erővel megkongatni. A huszártoronyban található egy kis harang, amelyet csak pünkösdkor szólaltatnak meg. A hat nagy harang teljes összehúzása a nagy ünnepekre van fenntartva, egyszerű vasárnapokon a Große Fürstin nem szólal meg. Az Úrangyalához (többek között déli harangszóhoz) az Angelus harang szólal meg.
Bár mindegyikük felülütősen szólal meg, az egyes harangok felfüggesztése különböző: a három nagy harang egyenes acéljármon szólal meg a járomra rögzített felső ellensúlyokkal és ellensúlyos harangnyelvvel, az 5. harang hajlított acéljármon, a 4. és 6. harang pedig egyenes acéljármon, utóbbiaknak emellett ellensúlyos nyelvük is van. Mindegyik harangszék fából készült, hogy ezzel is tovább csökkenték a magas tornyokra átadott rezgést és terhelést.
| Sorszám | Név                 | Öntés éve | Öntőmeter, öntés helye                  | Átmérő  | Tömeg   | Hangmagasság | Palást típusa | Torony       |
| ------- | ------------------- | --------- | --------------------------------------- | ------- | ------- | ------------ | ------------- | ------------ |
| 1       | Große Fürstin       | 1696      | Johann Gordian Schelchshorn, Regensburg | 2030 mm | 4800 kg | g0           | nagy szeptim  | Északi       |
| 2       | St.-Michaels-Glocke | 1961      | Rudolf Perner, Passau                   | 1890 mm | 4500 kg | a0           | moll-oktáv    | Déli         |
| 3       | Kleine Fürstin      | 1616      | Georg (II) Schelchshorn, Regensburg     | 1800 mm | 3250 kg | h0           | nóna          | Északi       |
| 4       | Angelusglocke       | 1961      | Rudolf Perner, Passau                   | 1410 mm | 1550 kg | d1           | Dúr-oktáv     | Északi       |
| 5       | Agnus-Dei-Glocke    | 1965      | Rudolf Perner, Passau                   | 1260 mm | 1151 kg | e1           | moll-oktáv    | Déli         |
| 6       | Armeseelenglocke    | 1961      | Rudolf Perner, Passau                   | 1050 mm | 626 kg  | g1           | Dúr-oktáv     | Déli         |
|         |                     |           |                                         |         |         |              |               |              |
| I       | Patrona Bavariæ     | 2000      | Rudolf Perner, Regensburg               | 720 mm  | 238 kg  | d2           | moll-oktáv    | Huszártorony |
| II      | Frauenglocke        | 1696      | Johann Gordian Schelchshorn, Regensburg | 1152 mm | ~900 kg | e1           | szeptim       | Déli         |

1. ↑  A passaui Rudolf Perner Passau a bajorok nagyasszonya ünnepének előestéjén öntötte a harangot egy saját készítésű mobil olvasztókemence segítségével a regensburgi Dombauhütte udvarán.

## A kolostor

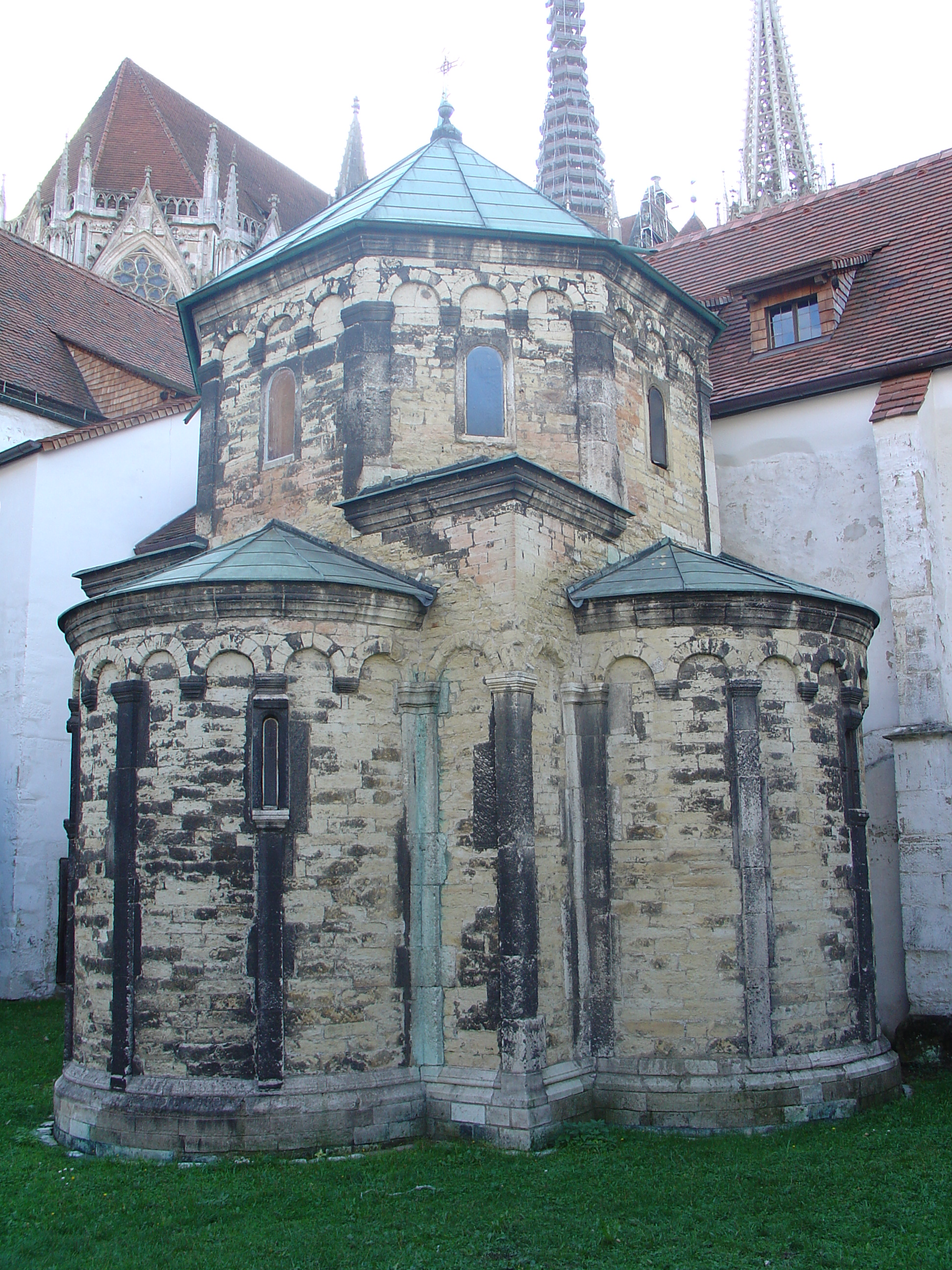
A Mindenszentek-kápolna

Eredetileg a kolostor a Karoling-kori katedrális mellett állt és közvetlenül a templomból lehetett megközelíteni. Jelenlegi bejárata a katedrális káptalanterméből nyílik a templomkert északi oldalánál. A nagy területet elfoglaló kolostort egy középső folyosó két udvarra osztja. Az épületet már a kezdetektől fogva ilyen kettős alaprajzúnak tervezték, de a középső folyosó a mainál keskenyebb volt és összekötötte a korábbi katedrálist a ma is álló Szent István-templommal. Feltételezhetőleg a 9. század közepén épült, eredeti formája ismeretlen mivel a 12. század első felében teljesen átalakították. A középső termet kiszélesítették és a nyugati fal is akkor került jelenlegi helyére. A 15. század elején gótikus stílusú boltozatot kapott. 1515 után a kolostor minden szárnyába faragott keretekkel ellátott üvegablakokat helyeztek el. A középső terem üvegablakai a legszebbek, a baldachinokhoz hasonló kereteken a késő gótikus szobrászat jellegzetességei a korai reneszánsz stíluselemeivel keverednek. A falakat és a padlót a 14. és a 19. század közötti időszakból származó több száz sírfelirat borítja, egy részük eredeti helyén látható, a többi máshonnan került ide.
A keleti fal középső része mellé már 1164 előtt felépült a Mindenszentek-kápolna, II. Hartwig püspök (1155–1164) temetkezési kápolnája. A centrális alaprajzú kápolna Regensburg román kori építészetének egyik legfontosabb megmaradt emléke. A Comói egyházmegyéből származó Comascans néven ismert lombard mesterek építették. Kisméretű kőtéglákból áll, arányos, apszisokkal díszített bonyolult formája egy ereklyetartóra emlékeztet. Belsejében a falakat borító festmények jelentős része megmaradt. A kápolna utolsó ítélet ábrázolása két részre osztja a teret, a kupola és a nyolcszögletű kupoladob a mennyei, az alatta lévő falrészek a földi világot szimbolizálják. A kupolán a Pantokrátor, az áldást osztó Krisztus látható, az alsó falakon az Apokalipszis angyalai a földön. A kápolna oltára is korabeli ami ritkaságnak számít az ilyen jellegű épületeknél.
A kolostor középső részének nyugati végén áll a Szent István-templom, egy négyszögletes alaprajzú magas csarnoktemplom. Falainak vastagsága eléri a két métert. Galériája azt jelzi, hogy a püspök udvari kápolnája volt és a püspöki palotához tartozott. A templomot a 11. század második felében építették feltehetően egy korábbi karoling-kori templom alapjaira. 1893-ban falait neoromán stílusú festményekkel díszítették, ezeket azonban 1964-ben eltávolították. Azóta a templom belseje díszítetlen. Az apszisban felállított oltár régebbi mint maga az épület, valószínűleg az Ottó-korból származik (10. század). Az oltár nagy mérete miatt feltételezhető, hogy a régi katedrális nyugati kórusának főoltára volt.

## Fordítás
- Ez a szócikk részben vagy egészben  a   Regensburger Dom című német Wikipédia-szócikk ezen változatának fordításán alapul.  Az eredeti cikk szerkesztőit annak laptörténete sorolja fel. Ez a jelzés csupán a megfogalmazás eredetét és a szerzői jogokat jelzi, nem szolgál a cikkben szereplő információk forrásmegjelöléseként.